# Kultur- und Kongresszentrum Liederhalle

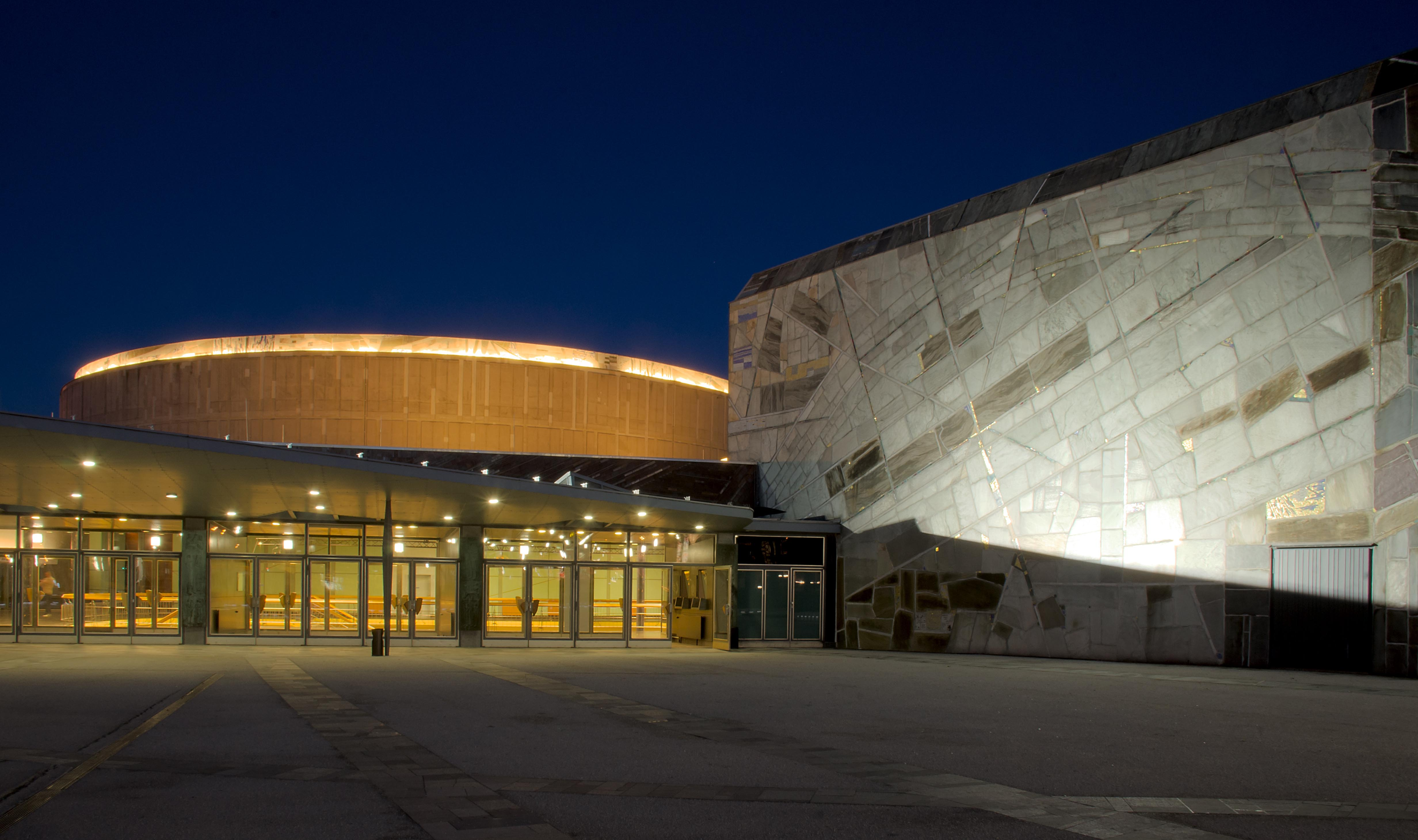
Der obere (westliche) Eingang des Konzertgebäudes, dahinter der Beethoven-Saal, rechts der Mozart-Saal

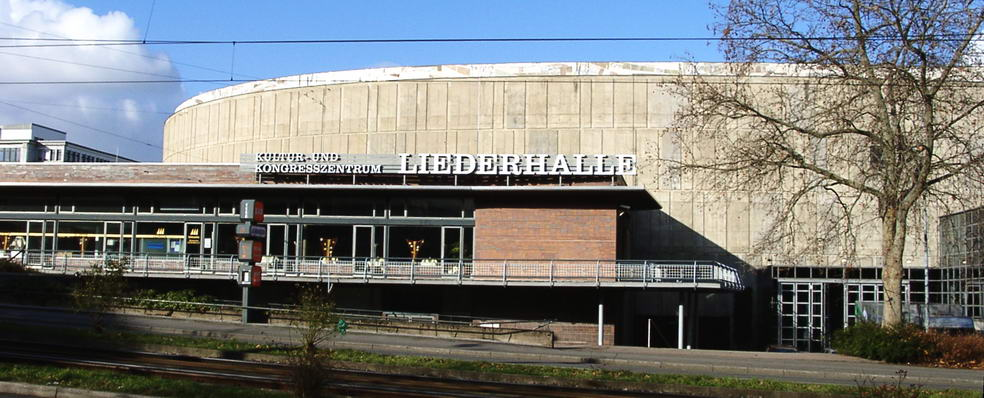
Blick auf die Südseite des Beethoven-Saals (2005)

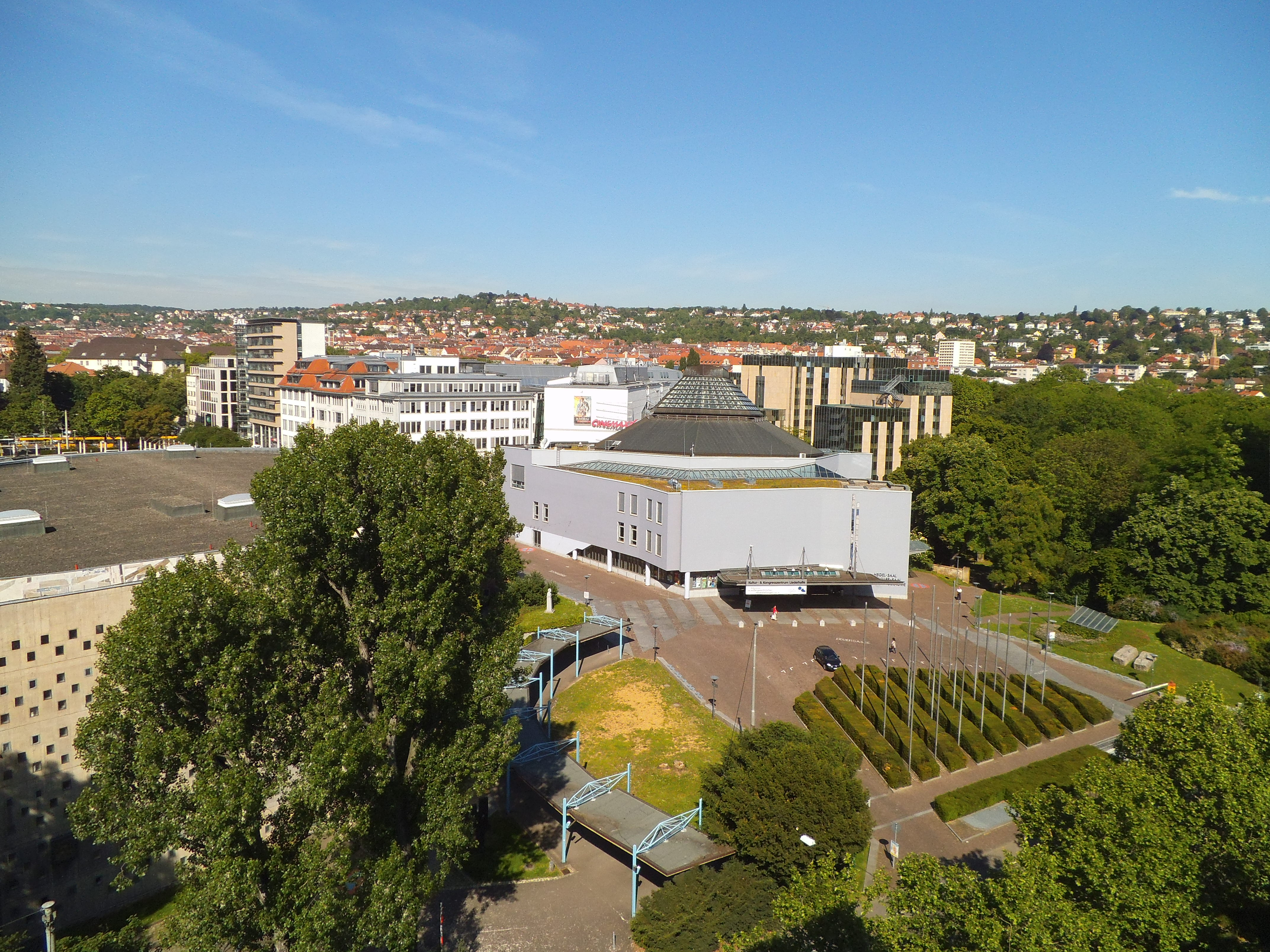
Blick von Osten auf das Kongressgebäude (Bildmitte). Links dahinter Gebäude des Bosch-Areals. Vorne links ein Teil des Beethoven-Saals.

Das Kultur- und Kongresszentrum Liederhalle (KKL) – kurz Liederhalle oder Stuttgarter Liederhalle – ist ein Kultur- und Konferenzzentrum am Berliner Platz in Stuttgart. Das Gebäude-Ensemble besteht aus einem Konzerthaus mit drei Sälen und einem Kongressgebäude mit zwei weiteren Sälen sowie 14 Konferenz- und Tagungsräumen.
Die Liederhalle im engeren Sinn ist die Neue Liederhalle, ein Konzerthaus, das 1956 von Rolf Gutbrod und Adolf Abel erbaut wurde und als einer der wichtigsten deutschen Kulturbauten der Nachkriegszeit gilt. Sie vereint Elemente der expressionistischen und organischen Architektur mit der Bildenden Kunst und steht zu einem Großteil seit 1987 unter Denkmalschutz. Mit der Fertigstellung eines zusätzlichen Kongressgebäudes 1991 wurde die Liederhalle zum Kultur- und Kongresszentrum erweitert.
Heute finden hier u. a. Kongresse, Tagungen, Versammlungen und Messen sowie Empfänge und Tanzveranstaltungen statt.
Ungefähr 60 % der Events sind Kultur- oder Gesellschaftsveranstaltungen, die restlichen 40 % werden durch Kongresse, Tagungen oder Messen abgebildet. Die zentrale Lage, die gute Verkehrsanbindung und die besondere Architektur der Neuen Liederhalle ziehen rund 600.000 Besucher jährlich an. Anbietern und Gästen stehen ca. 4000 m² Netto-Ausstellungsfläche, 6000 Sitzplätze und drei Tiefgaragen zur Verfügung.

## Lage
Das Kultur- und Kongresszentrum Liederhalle befindet sich im Stadtteil Universität des Stadtbezirks Stuttgart-Mitte, Berliner Platz 1–3. Das Konzertgebäude liegt in einem rechteckigen Areal zwischen der Straße „Berliner Platz“ sowie Schloss-, Büchsen- und Breitscheidstraße und nimmt etwa die Hälfte dieser Fläche ein. Unmittelbar nördlich, mit etwa 20 Metern Abstand, steht das Kongressgebäude (siehe Lageplan).
Das Maritim-Hotel Stuttgart schließt direkt an der Nordseite des Kongressgebäudes an und ist über einen unterirdischen Gang zu erreichen. Westlich des Kongressgebäudes befindet sich das Bosch-Areal mit dem Literaturhaus, einem Kino, Bars, Bistros, Restaurants und einer Disco. Das Staatstheater Stuttgart und die Internationale Bachakademie Stuttgart sind zu Fuß zu erreichen.
Anbildung an den öffentlichen Nahverkehr besteht über mehrere U-Bahn-Linien. Der Flughafen Stuttgart ist 15 km entfernt.

## Geschichte

### Alte Liederhalle

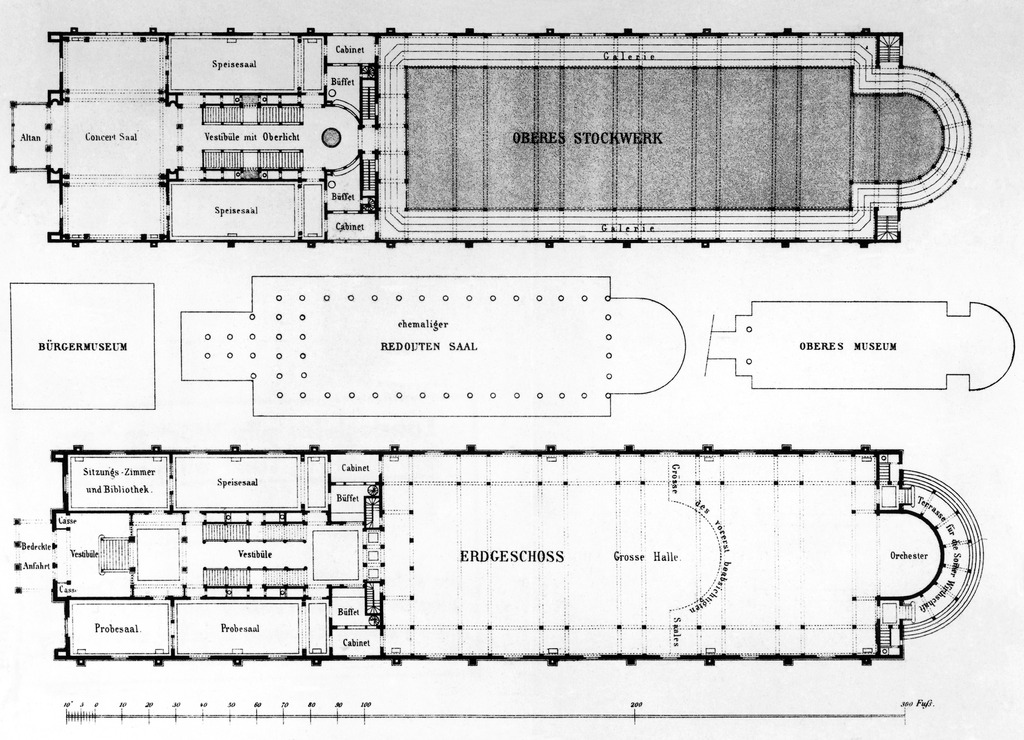
Geplante Grundrisse in der Broschüre Die Errichtung einer Liederhalle in Stuttgart (1859)

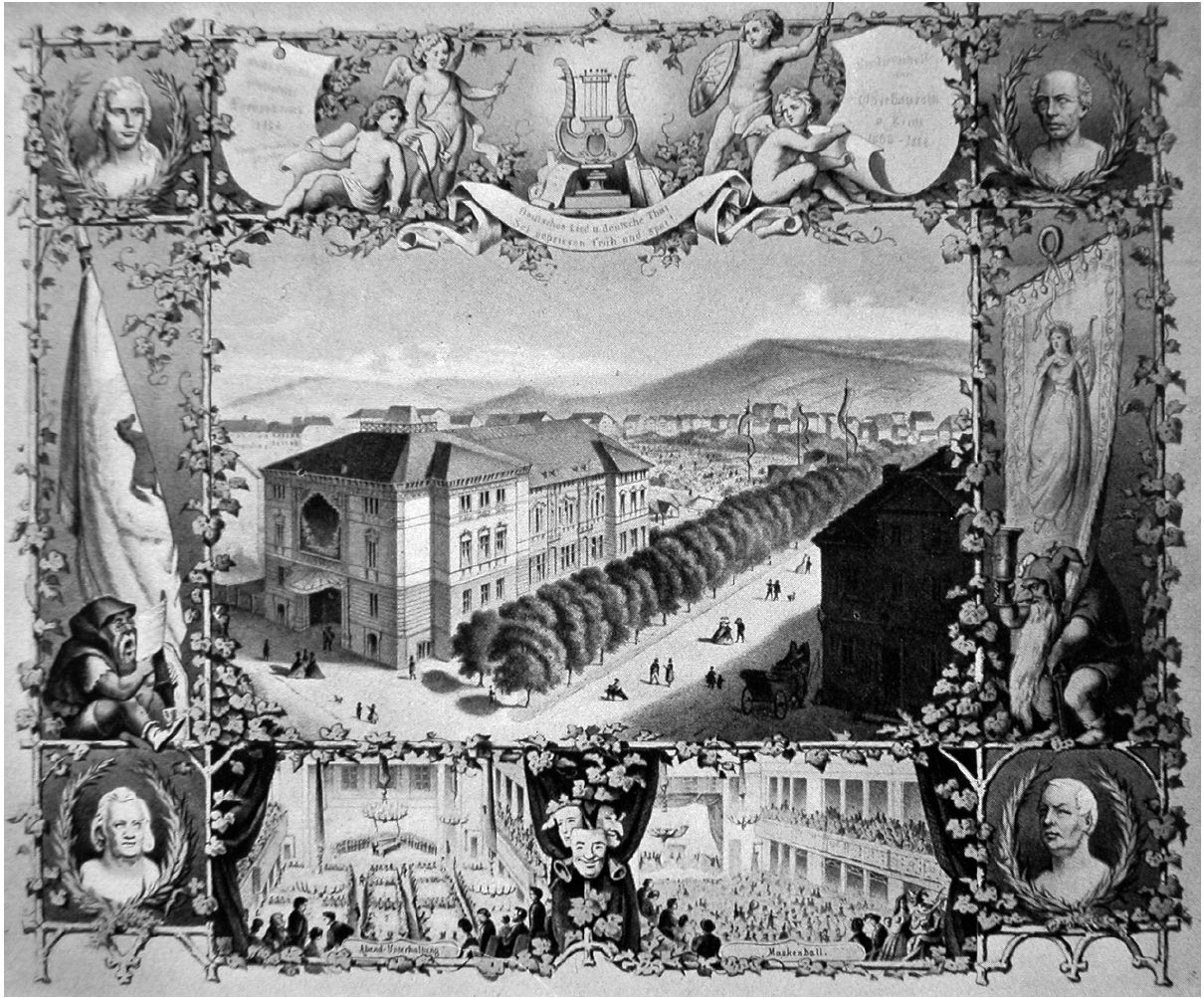
Alte Liederhalle von 1864

Die ursprüngliche Liederhalle, heute Alte Liederhalle genannt, wurde in den Jahren 1863–1864 auf Initiative des bereits 1824 gegründeten Stuttgarter Liederkranzes als Gesellschaftshaus erbaut. Der Architekt war Christian Friedrich von Leins, der in Stuttgart zuvor schon die Villa Berg und den Königsbau geschaffen hatte. Die Einweihung der Liederhalle fand am 11. Dezember 1864 statt.
1875 kam der große Festsaal dazu, Christian Friedrich von Leins war auch bei diesem „zweiten Bauabschnitt“ der Architekt. Der Saal war als „Fachwerk-Massivhaus mit Galerien“ konzipiert. Bis zu 2500 Menschen konnten sich in dem 1320 Quadratmeter großen Raum aufhalten. Seine Akustik wurde in der Presse gerühmt. Um 1894/1895 wurde eine Konzertorgel mit 54 Registern von Friedrich Weigle in den Festsaal eingebaut.
In den Jahren 1906 bis 1910 wurde die Liederhalle umgebaut. Die Wirtschaftsräume und der Gesellschaftssaal wurden dabei erweitert, der Eingangsbereich im Jugendstil modernisiert. In dieser Zeit war das Gebäude Tagungsort des Internationalen Sozialistenkongresses 1907.
In den folgenden Jahrzehnten erreichte Stuttgart mit seiner Liederhalle den Glanz anderer großer Städte. So traten die Comedian Harmonists auf, die chilenische Sängerin Rosita Serrano, die österreichische Revuetänzerin und Sängerin La Jana, der zum „Polkakönig“ avancierte Akkordeonist Will Glahé, der Geiger und Kapellmeister Barnabás von Géczy. Die „Stuttgarter Bassstimme“ Wilhelm Strienz war ebenso zu erleben wie der italienische Operntenor Beniamino Gigli.
Die Liederhalle umfasste zuletzt 14 Säle. Bei einem Bombenangriff in der Nacht vom 7. auf den 8. Oktober 1943 wurde sie zerstört. Nach dem Zweiten Weltkrieg gab der Stuttgarter Liederkranz ein Konzert in den Ruinen und warb für die Errichtung einer neuen Liederhalle.
Vor dem Krieg befanden sich neben dem Konzerthaus Privathäuser und ein Schwimmbad. Die Grundstücke wurden zur Einheit „Berliner Platz“ zusammengelegt.

### Neue Liederhalle
1954 erwarb die Stadt Stuttgart das Grundstück. Sie wollte den alten Widmungszweck erhalten und engagierte die Architekten Adolf Abel und Rolf Gutbrod für einen Neubau. In den Jahren 1955–1956 wurde die Neue Liederhalle erbaut. Am 29. Juli 1956 wurde sie eingeweiht. Zur selben Zeit bekam das Gelände den Namen „Berliner Platz“, ebenso der Straßenabschnitt westlich der Liederhalle.
Die Neue Liederhalle beherbergt den Beethoven-, den Mozart- und den Silcher-Saal. Die Los Angeles Times schrieb zum Neubau: „Ein avantgardistisches Auditorium, das einer Weltstadt Ehre macht.“ Der Stuttgarter Dirigent Karl Münchinger sagte: „Kein Konzertsaal auf dem Kontinent hat so eine Akustik.“
Die Neue Liederhalle entwickelte sich zu einem der führenden Konzerthäuser in Deutschland und zum Zentrum des kulturellen und gesellschaftlichen Lebens in der Stadt. Große Orchester, wie die Wiener Philharmoniker, die Berliner Philharmoniker, das Royal Symphonic Orchestra aus London oder die New York Philharmonics haben hier gespielt. Auch Stars der Jazz-, Rock- und Popmusik treten regelmäßig in der Liederhalle auf. Ein besonderer Höhepunkt war beispielsweise der Auftritt von Jimi Hendrix am 19. Januar 1969.

Oberer Haupteingang der Neuen Liederhalle zwischen Silcher-Saal (links) und Mozart-Saal (rechts). Über dem Eingangsbereich ist der hinten liegende Beethoven-Saal zu sehen.

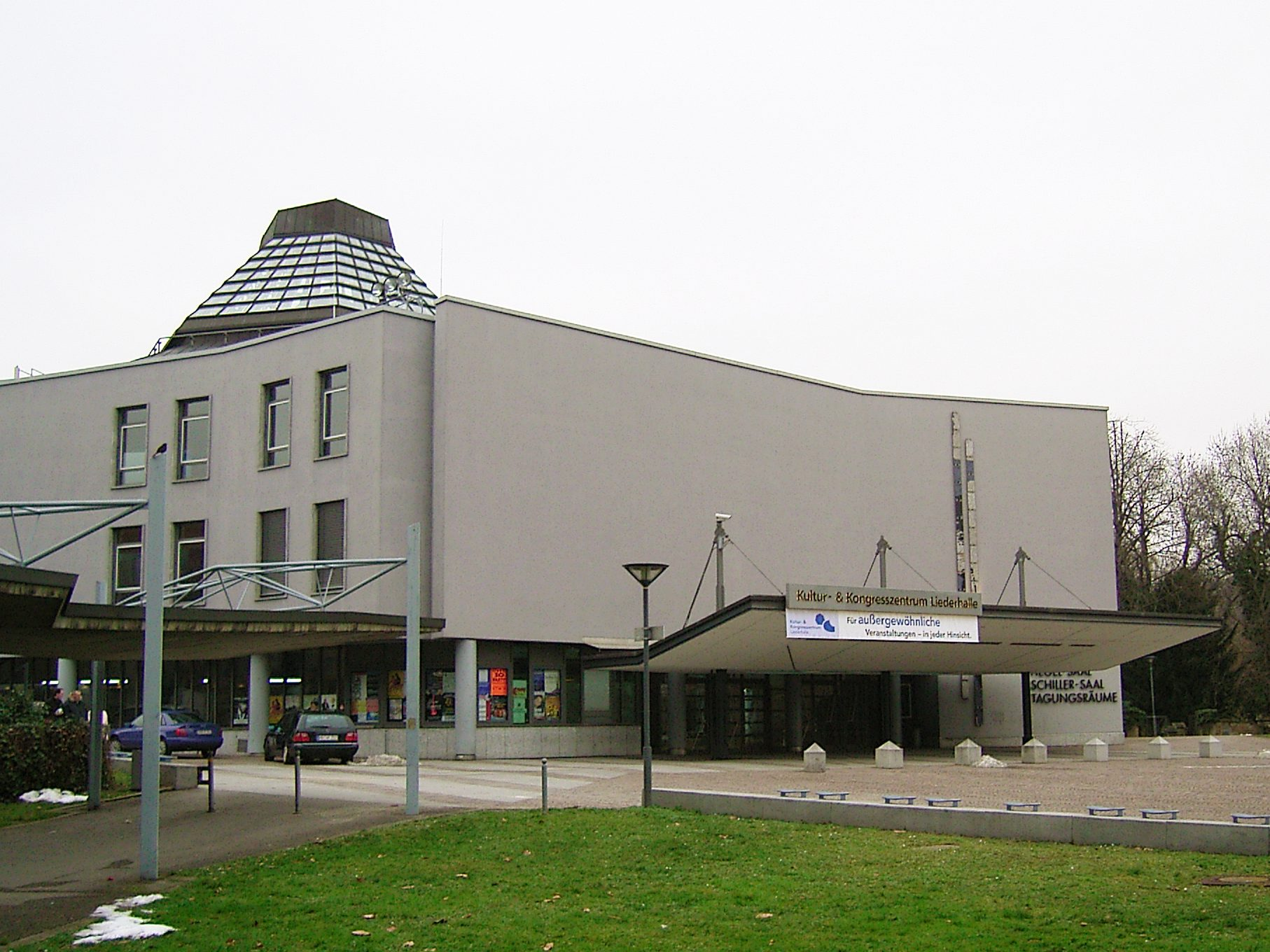
Kongressgebäude von 1991

### Kongressgebäude
Die seit den 1950er Jahren veränderten Ansprüche führten zu der Frage, ob ein Kongressgebäude dazugebaut werden sollte, um zusätzliche Räume etwa für Vorträge und Podiumsdiskussionen anbieten zu können. 1978 stellte der Architekt Gutbrod dazu Überlegungen an. Sein ehemaliger Mitarbeiter Wolfgang Henning (1927–1994) setzte das Vorhaben um. Eine Entwurfskizze Hennings „Erweiterung der Liederhalle Stuttgart“ aus dem Jahr 1981 befindet sich in der Städtischen Galerie Neunkirchen.
Das vieleckige Kongresszentrum befindet sich nördlich der Neuen Liederhalle. Es wurde 1991 eröffnet. Seither spricht man bei dem Gesamtensemble vom Kultur- und Kongresszentrum Liederhalle. Ebenfalls 1991 wurde das Logo entwickelt. Es besteht aus dem Namen „Kultur- & Kongresszentrum Liederhalle“ kombiniert mit den stilisierten Formen des Mozart-Saals und des Beethoven-Saals.

### 21. Jahrhundert
Im Juli 2006 wurde das Jubiläum „50 Jahre Konzerthaus Stuttgarter Liederhalle“ gefeiert. Höhepunkt war ein Festkonzert am 20. Juli 2006, zu dem rund 500 Ehrengäste eingeladen wurden. Anne-Sophie Mutter spielte mit dem Radio-Sinfonieorchester Stuttgart des SWR unter
der Leitung von André Previn im Beethovensaal. Es folgte ein Tag der offenen Tür mit Architekturführungen und Familienprogramm.
Nach 27 Jahren Dauerbetrieb wurde der Kongressbereich 18 Monate lang saniert und im Dezember 2020 wiedereröffnet. Anschließend diente der Hegel-Bereich des Kongresszentrums als Zentrales Impfzentrum der Stadt Stuttgart. Das Klinikum Stuttgart nahm hier bis Ende Juli 2021 rund 520.000 COVID-19-Impfungen vor.

## Säle
Das Raumangebot der Neuen Liederhalle umfasst drei Säle: Beethoven-, Mozart- und Silcher-Saal. Im Kongressbau kommen der Hegel-Saal und der Schiller-Saal hinzu, ferner 14 Konferenz- und Tagungsräume. Die nachfolgenden Angaben zu Sitzplätzen beziehen sich auf die bei Konzerten übliche Reihenbestuhlung.

### Beethoven-Saal
Im Beethoven-Saal (2089 Sitzplätze) steigt aus dem Parkett einseitig eine weit geschwungene Empore auf. Der Gesamtraum fügt sich zu einer dreidimensionalen Skulptur, die an einen Flügel erinnert. Hier wurde zum ersten Mal ein asymmetrisch konzipierter Konzertsaal realisiert. Eine konvexe Betonwand ist plastisch gegliedert, mit Goldlinien durchzogen und durch Holztafeln mit abstrakten Kompositionen versehen, ebenso wie die Betonbrüstung der Empore. Der übrige Raum ist mit Teakholz ausgekleidet. Die Deckenbeleuchtung folgt in großen, breiten Schwüngen dem Grundriss. Die Bühne ist in das Ganze eingebunden. Die Orgel, rechts von der Bühne lässt sich hinter Drehflügeln verschließen. In der Mitte des Parketts kann ein Springbrunnen freigelegt werden.
Die Betonwand verteilt den Schall in den Saal, die Oberflächen wurden aufgrund der akustischen Wirksamkeit unterschiedlich behandelt.

### Mozart-Saal
Der Mozart-Saal (752 Sitzplätze) folgt einer asymmetrischen Gestaltung auf der Basis eines unregelmäßigen Fünfecks. Die Bühne liegt vor einer dieser fünf Raumecken und wird von hinten von Schallreflektoren begrenzt. Im Saal befinden sich aufsteigende Sitzreihen auf verschiedenförmigen Terrassen, mit akustisch wirksamen Rückwänden, einer prismenförmig wirkenden Verkleidung aus schrägen Flächen, die Wände aus Eichenholz. Die Decke ist mit Esche vertäfelt. Die gesamte Anordnung ist auf die Bühne konzentriert. Die Zuhörer werden zu Gruppen zusammengefasst, die einander leicht zugewandt sind.

### Silcher-Saal
Der Silcher-Saal (320 Sitzplätze) ist mit einem rechteckigen Grundriss nüchterner gestaltet. Besonders ist die Verglasung aus Glasbausteinen, die ihn als einzigen Saal mit Tageslicht versorgt. Die an der anderen Längsseite – gegenüber der Glasbausteinwand – eingestellte Holzwand verengt den akustischen Raum zum Podium hin.

### Hegel-Saal
Der Hegel-Saal (1869 Sitzplätze) wird von einer verdunkelbaren Tageslichtkuppel überdacht. Außerdem bietet er zwei getrennte Emporen und eine hydraulisch verstellbare Bühne. Er ist für Kongresse, Tagungen und Messen geeignet, aber auch für Konzerte und Tanzveranstaltungen.
Da das gesprochene Wort für optimale Nachhallzeiten andere Oberflächenmaterialien an Wänden und Decken benötigt als die Klänge von Musikinstrumenten, gingen die Akustiker beim Bau neue Wege: Der Saal hat einen Grundriss in Form eines unregelmäßigen Siebenecks. Keine Wand verläuft parallel zu der gegenüberliegenden, der Schall verbreitet sich diffus – ein Vorteil für das gesprochene Wort. Die Decke ist für den gewünschten Lichteinfall zeltartig konstruiert, was ein Nachteil für das Hörerlebnis von Musik wäre. Die Lösung: Glassegel teilen den 30 Meter hohen Saal in ein oberes und ein unteres Raumvolumen, das so allen akustischen Ansprüchen gerecht wird.

### Schiller-Saal
Der Schiller-Saal ist für 406 Sitzplätze ausgelegt.

## Architektur der Neuen Liederhalle

### Anordnung
Die Architektur ist dem Gelände angepasst, das an der südlichen Längsseite des Gebäudes acht Meter höher ist als an der nördlichen Längsseite. Westlich der Liederhalle liegt eine Grünanlage, unter der sich die Tiefgarage Liederhalle/Bosch-Areal befindet.
Der obere Haupteingang liegt im Westen, Richtung Berliner Platz. Er befindet sich an einem weitläufigen Vorplatz auf mittlerer Höhe und besitzt ein weit auskragendes, asymmetrisches Dach. Von hier aus sind die drei Säle des Konzerthauses sichtbar, die aus dem flacheren Gebäudeteil mit Foyer, Restaurant und Nebenräumen herausragen: links der rechteckige Silcher-Saal, rechts der fünfeckige Mozart-Saal, hinten der Beethoven-Saal mit teils rundem, teils geradem Umriss (vgl. Lageplan im Abschnitt Kunst am Bau). Der untere Haupteingang liegt auf der Nordseite unter dem Silcher-Saal.

### Architekturkonzept
Adolf Abel beanspruchte das Prinzip: „Eine zur Einheit zusammengeführte Komposition aus eigenständigen Baukörpern, in denen sich kontrastreiche Materialien und Formen, etwa die Rundungen des Beethoven-Saals auf kubische Elemente der Balkone treffen.“
Im Innern der Säle werden die an der Außenfassade verwendeten Oberflächen und Formen fortgesetzt. Das rechteckige Muster der Betonfassade des Beethoven-Saals findet sich in einer Stuckstruktur wieder, der Mozart-Saal wird auch im Innern durch eine Quarzitplatten-Verkleidung kenntlich gemacht.
Die 1950er-Jahre-Architektur drückt eine deutliche Distanzierung zum Monumentalismus des nationalsozialistischen Bauens aus. Die Gebäude waren „architektonische Bekenntnisse zur Entmaterialisierung als Zeichen gegen die bleiernde Schwere der totalitären Zeit, die noch in den Gehirnen lastete“ so Winfried Nerdinger. Die Unterscheidung zwischen einer Hauptfassade und untergeordneten Seiten und Rückfassaden ist aufgehoben.

### Fassaden
Ein hervorstechendes Merkmal der Architektur der Liederhalle ist die Vielfalt der Fassaden aus unterschiedlichen Materialien, Formen und Farben. Die Entwürfe der Fassaden gehen auf den Münchener Maler, Bildhauer, Glasmaler und Mosaizisten Blasius Spreng zurück, der auch an der Planung des Gebäudes und der Gestaltung des Innenraums maßgeblich beteiligt war.

#### Mozart-Saal
Die äußere Verkleidung des Mozart-Saals ist das Glanzstück unter den Fassaden der Liederhalle. Die Komposition der Fassadenmosaiken hebt sich durch die Vielfalt der Formen und Farben von der eher einfarbigen und regelmäßigen Fassadengestaltung des Beethovensaals und des Silchersaals ab.
Die Außenhaut des Mozart-Saals besteht aus handbearbeiteten, dünnen Quarzitplatten in einer Vielzahl von regelmäßigen und unregelmäßigen Formen und in vielerlei Farbtönen zwischen Schwarz, Blau, Grün, Braun und Grau. Die Oberflächen der Platten sind bruchrau und verstärken dadurch die Natursteinwirkung des Materials. Die unregelmäßigen Kanten bedingen ebenso unregelmäßige Fugenbreiten zwischen den Plattenstücken. Die Fassaden muten wie abstrakte Riesenpuzzles an, die gelegentlich durch Kleinmosaiken aus herkömmlichen Mosaiksteinchen aufgelockert werden.
Die Plattenstücke der Mosaikbilder fügen sich teilweise zu geometrischen Formen zusammen, teilweise zu abstrakten Puzzles. Durchgehende Fugenlinien und fugenschmale Marmor- oder Quarzitleisten gliedern das Bildfeld und verleihen ihm eine dynamische Note. Die Fassaden schließen am oberen Rand mit einer schrägen Dachkante ab, in der sich die Mosaikbilder fortsetzen.
| - Mozart-Saal, Nord- und Westfassade | - Mozart-Saal, Kleinmosaiken der Westfassade |

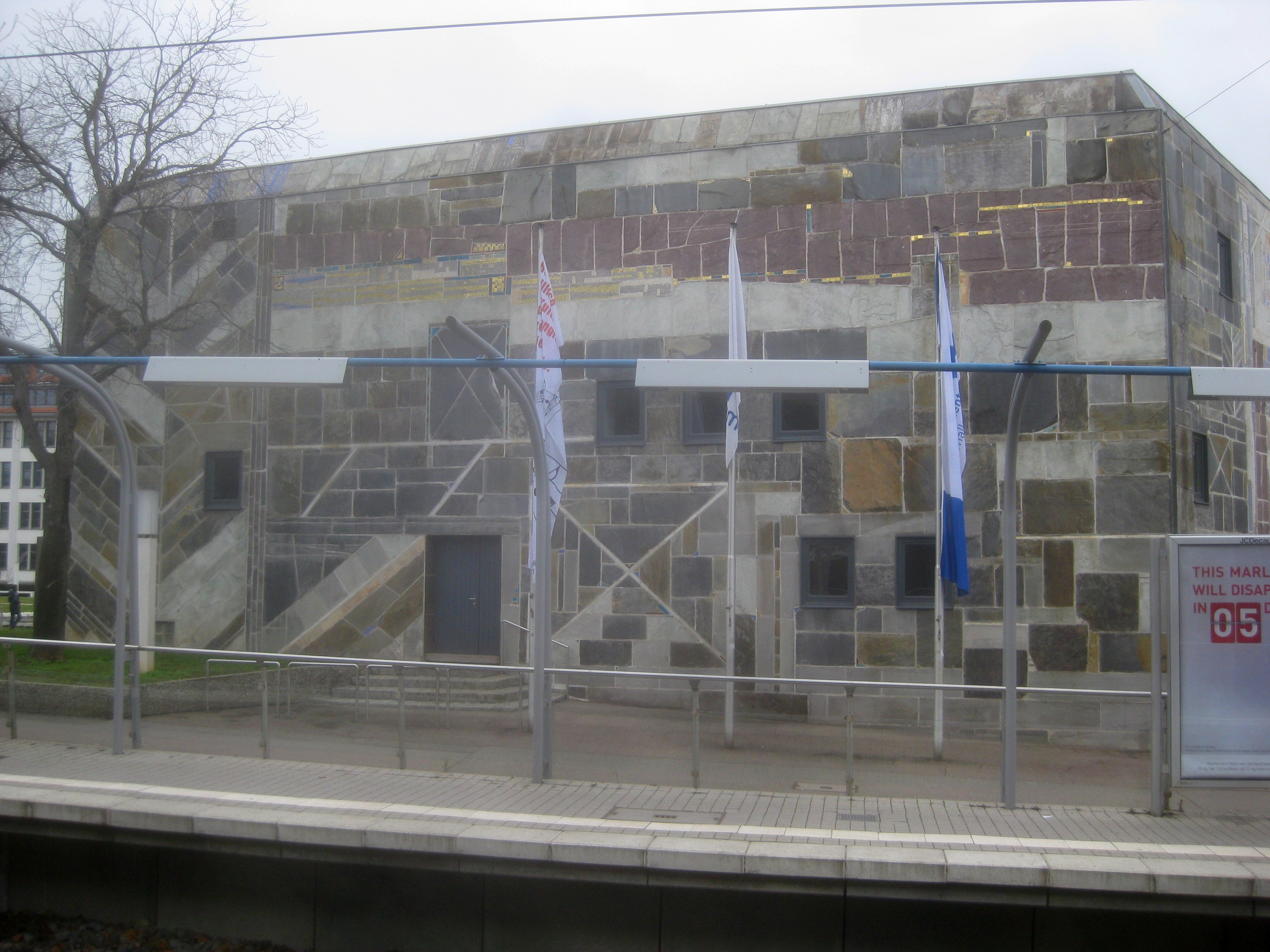
Mozart-Saal, Südfassade
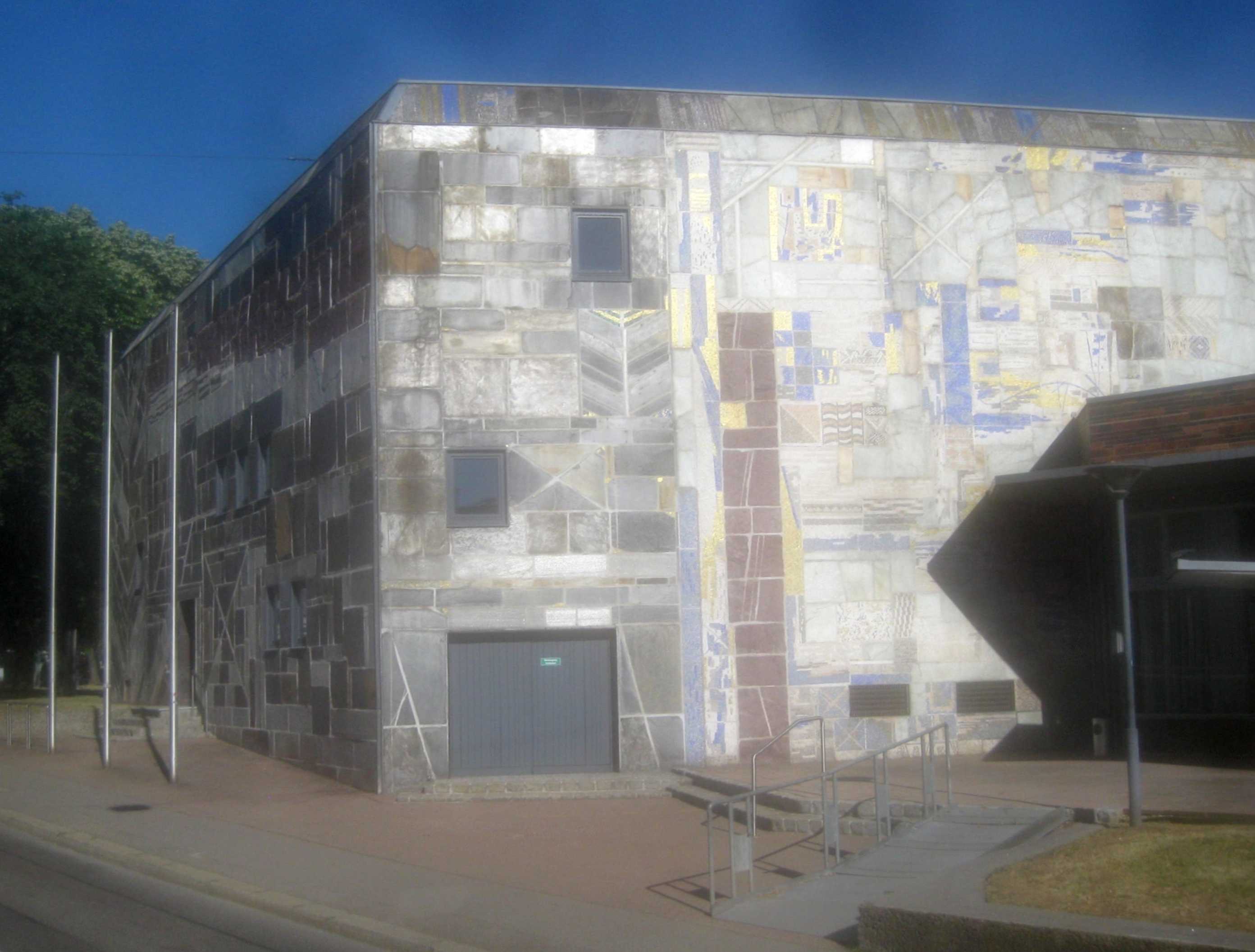
Mozart-Saal, Südfassade (links) und Teil der Ostfassade

#### Beethoven-Saal
Die Außenmauern des Beethoven-Saals sind in unbearbeitetem Sichtbeton ausgeführt. Die Sichtbetonfassade ist vom Goetheanum Rudolf Steiners inspiriert. Sie wird durch ein umlaufendes, leicht zurückgesetztes „Diadem“ mit abstrakten Kleinmosaiken bekrönt, das bei abendlicher Beleuchtung des Beethoven-Saals besonders hell angestrahlt und so hervorgehoben wird (siehe Bild).
Ein weiteres Kennzeichen des Beethoven-Saals ist der Wechsel zwischen konvexer, konkaver und gerader Form der Außenmauern. Die dominierende Fassade im Westen ist halbkreisförmig; sie besteht aus fünf Schichten mit einer reliefartigen Struktur aus rechteckigen Feldern variabler Breite. Die konkave Außenmauer im Nordosten ist nur wenig strukturiert. Sie wird durch schmale waagerechte Leisten aus bunter Glaskeramik aufgelockert und ist diagonal mit einem „Schwarm“ von viereckigen und runden Knöpfen, ebenfalls aus bunter Glaskeramik, verziert. Die gerade Außenwand des Bühnenhauses wird durch über 200 kleine Viereckfenster durchlöchert, die in zwei bis drei Reihen pro Geschoss übereinander angeordnet sind.
| - Hinten die konvexe Außenmauer des Beethoven-Saals. Davor eine Fassade mit abstraktem Mosaikbild, darunter der Eingangsbereich. Rechts der Mozart-Saal. | - Beethoven-Saal, konkave Außenmauer | - Beethoven-Saal, gerade Außenmauer |

#### Silcher-Saal und Stuttgarter Liederkranz
Der Silcher-Saal und das Gebäude des Stuttgarter Liederkranzes bilden eine stilistische Einheit. Die Fassaden sind mit Spaltklinker-Plättchen verkleidet, deren Farbton zwischen hellen und dunklen Rot- und Brauntönen changiert. Auch der obere Haupteingang, der rechts an den Silcher-Saal anschließt, und die nicht verglasten Teile der Restaurantfassade sind mit Klinkerplättchen verkleidet.
Durch die unterschiedliche Anordnung der Plättchen ergeben sich verschiedene Strukturmuster. Die meisten Wände zeigen Schichtstrukturen, die durch Bänder aus waagerecht oder senkrecht angeordneten Plättchen gebildet werden. Die eine Hälfte der Ostseite des Liederkranzgebäudes ist teilweise mit diagonalen, zickzackartig gebrochenen Parallelenscharen von Stabplättchen verkleidet.
Die Langseite des Silcher-Saals wird auf der Saalebene durch eine geschlossene Fensterfront belichtet. Sie besteht aus 10 durch Betonstützen getrennten Hochfenstern aus je 10 × 30 Glasbausteinen. Das Untergeschoss ist mit Klinkerplättchen verkleidet.

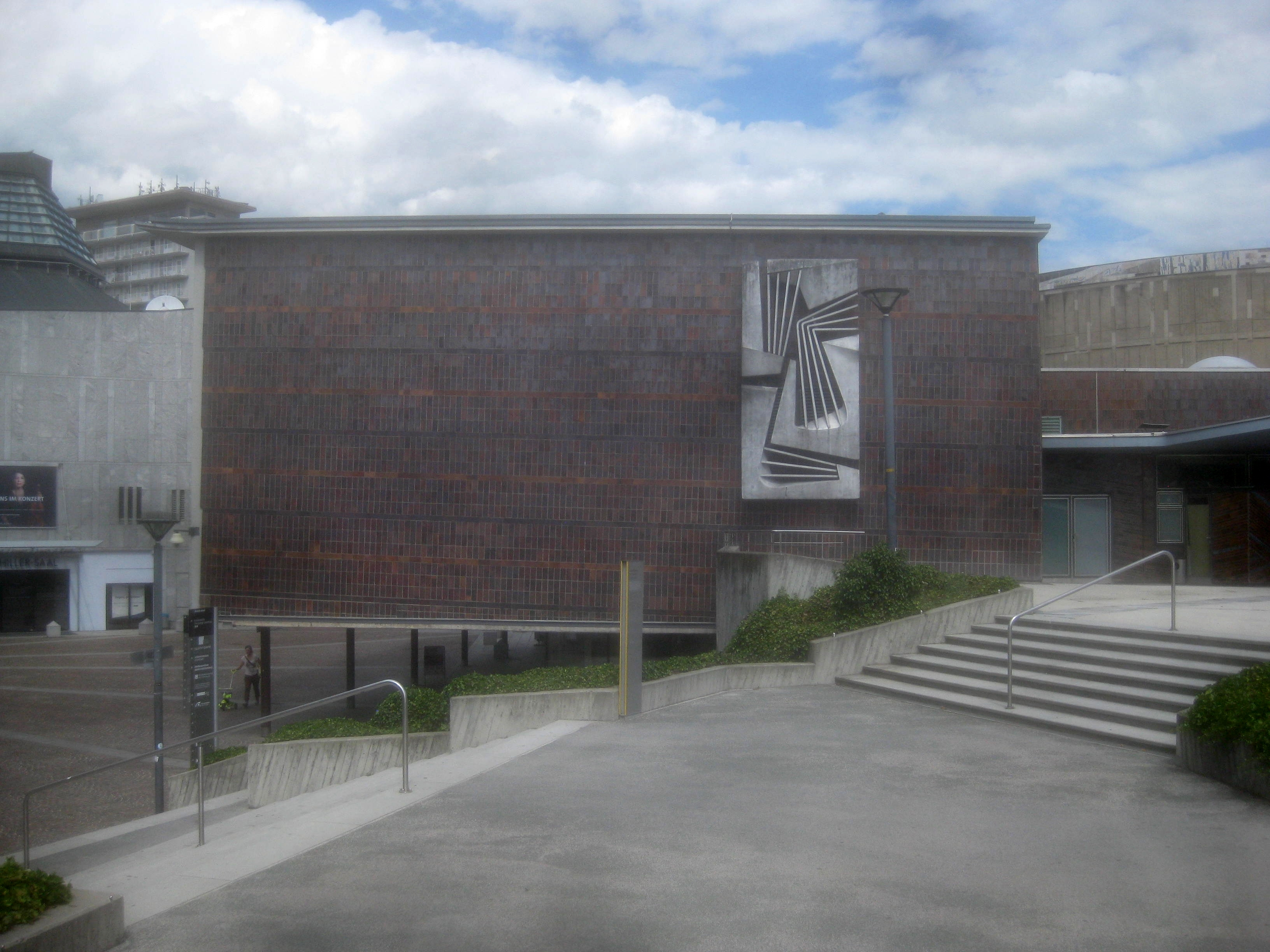
Silcher-Saal, Westfassade
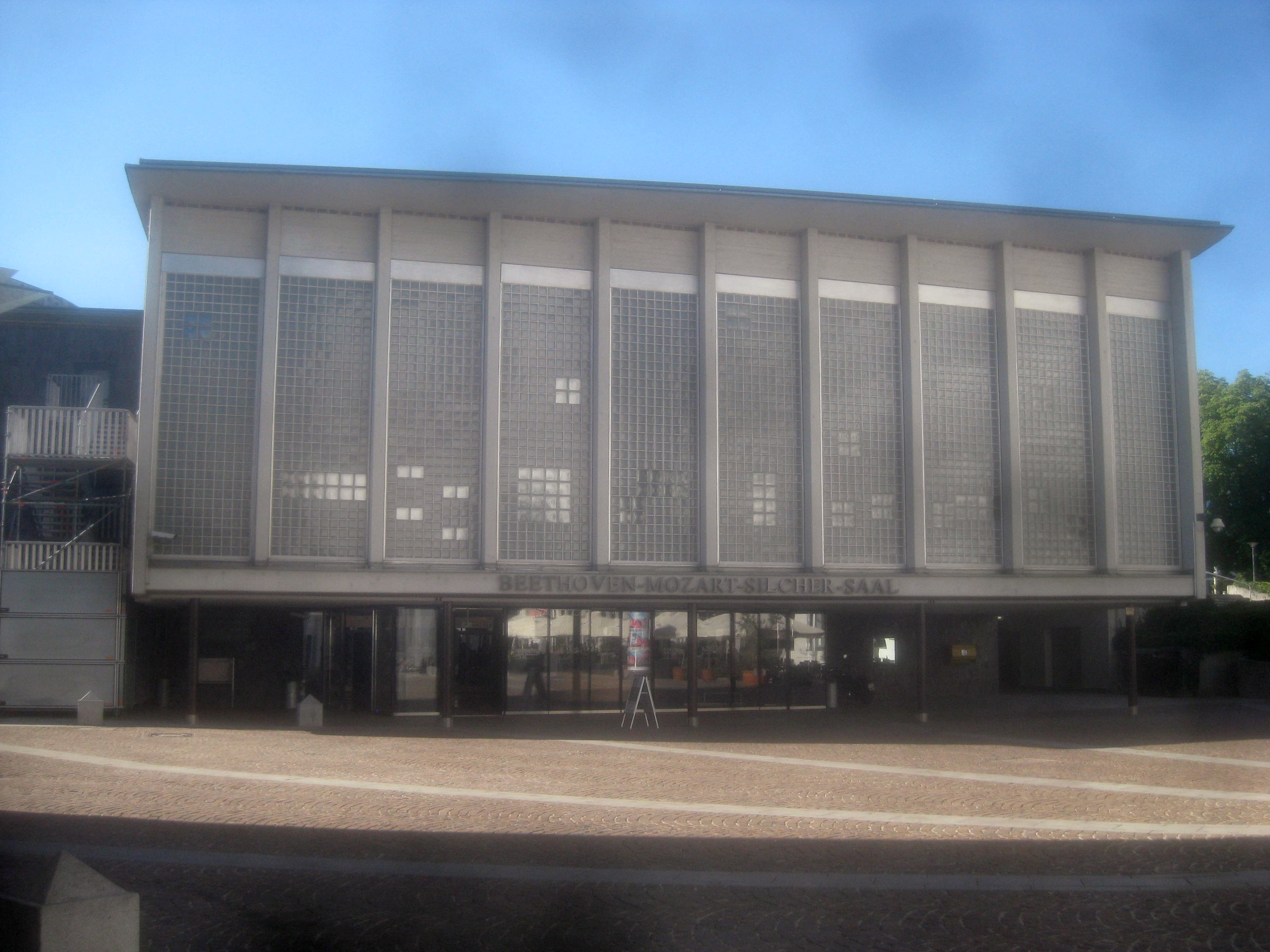
Silcher-Saal, Nordfassade, darunter der nördliche (untere) Haupteingang zum Gebäude

| - Stuttgarter Liederkranz, Ostfassade | - Stuttgarter Liederkranz, Nordfassade |

### Foyers
Wie beiläufig greifen im Beethoven-Foyer zwei Ebenen ineinander: Die obere Ebene öffnet sich als breite, umlaufende und geschwungene Galerie zur unteren. Beide Ebenen sind über drei frei angeordnete Treppen miteinander verbunden. In der oberen Ebene befinden sich Zugänge zu den Rängen des Beethoven-Saals sowie die Foyers des Mozart- und des Silcher-Saals. Das Parkett des Beethoven-Saals wird von der unteren Ebene aus erschlossen. Der auffällige Fußboden in verschiedenfarbigem Terrazzo ist mit einem Muster aus sich kreuzenden Linien geschmückt.
Besonders ist das durch einige Stufen abgegrenzte Foyer des Mozart-Saals. Es ist mit einem Bodenmosaik von Blasius Spreng ausgestattet, über dem Garderobenraum spannt sich eine gewellte Decke, die Elemente der Bauten Hans Poelzigs aufgreift. Ein Lichtbrunnen, der mit geschliffenen Glasplatten bedeckt ist, unterstreicht die Architektur.

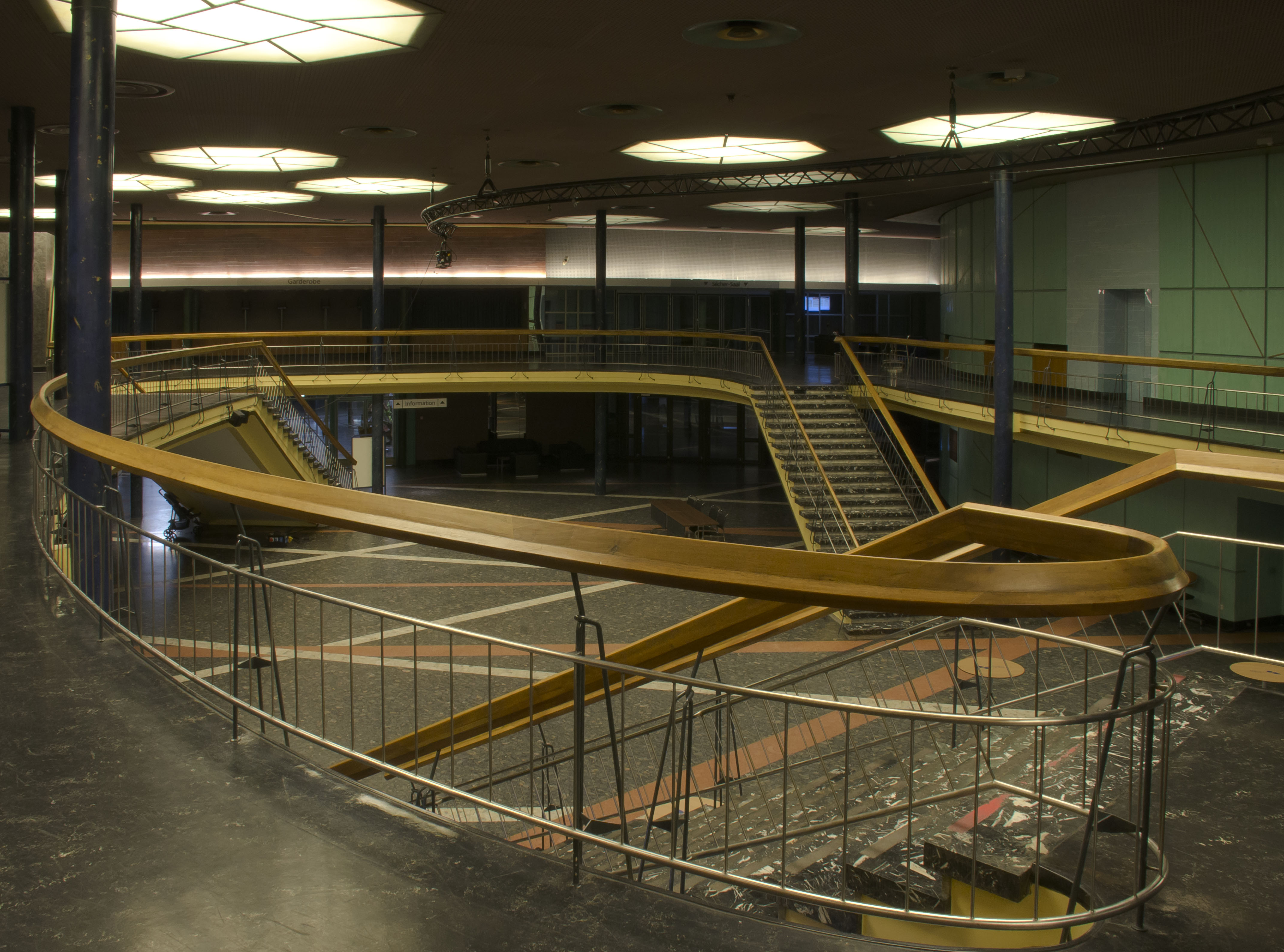
Blick vom oberen Bereich des Foyers auf eine Treppe und den unteren Bereich
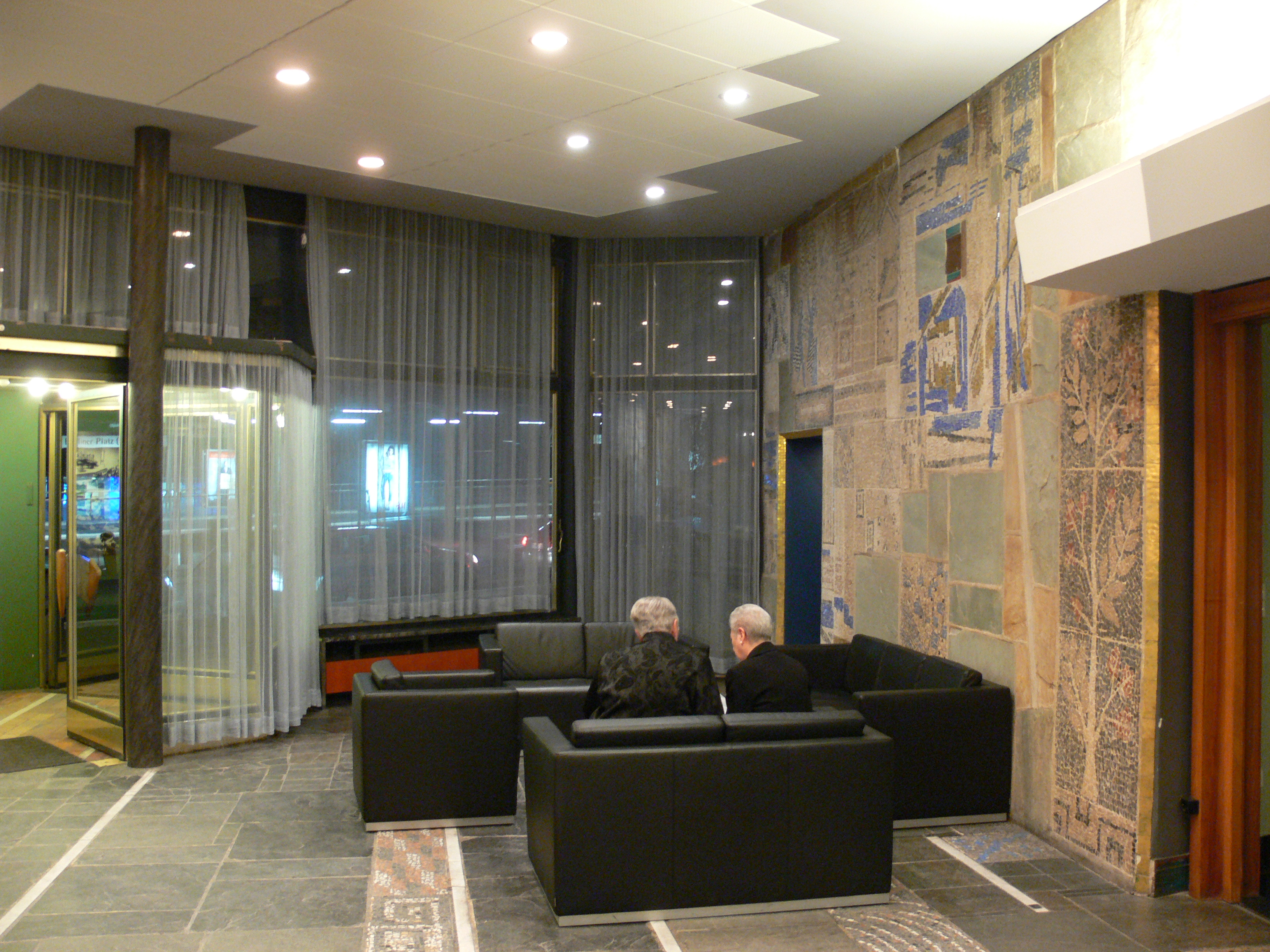
Oberer Bereich des Foyers, Detail
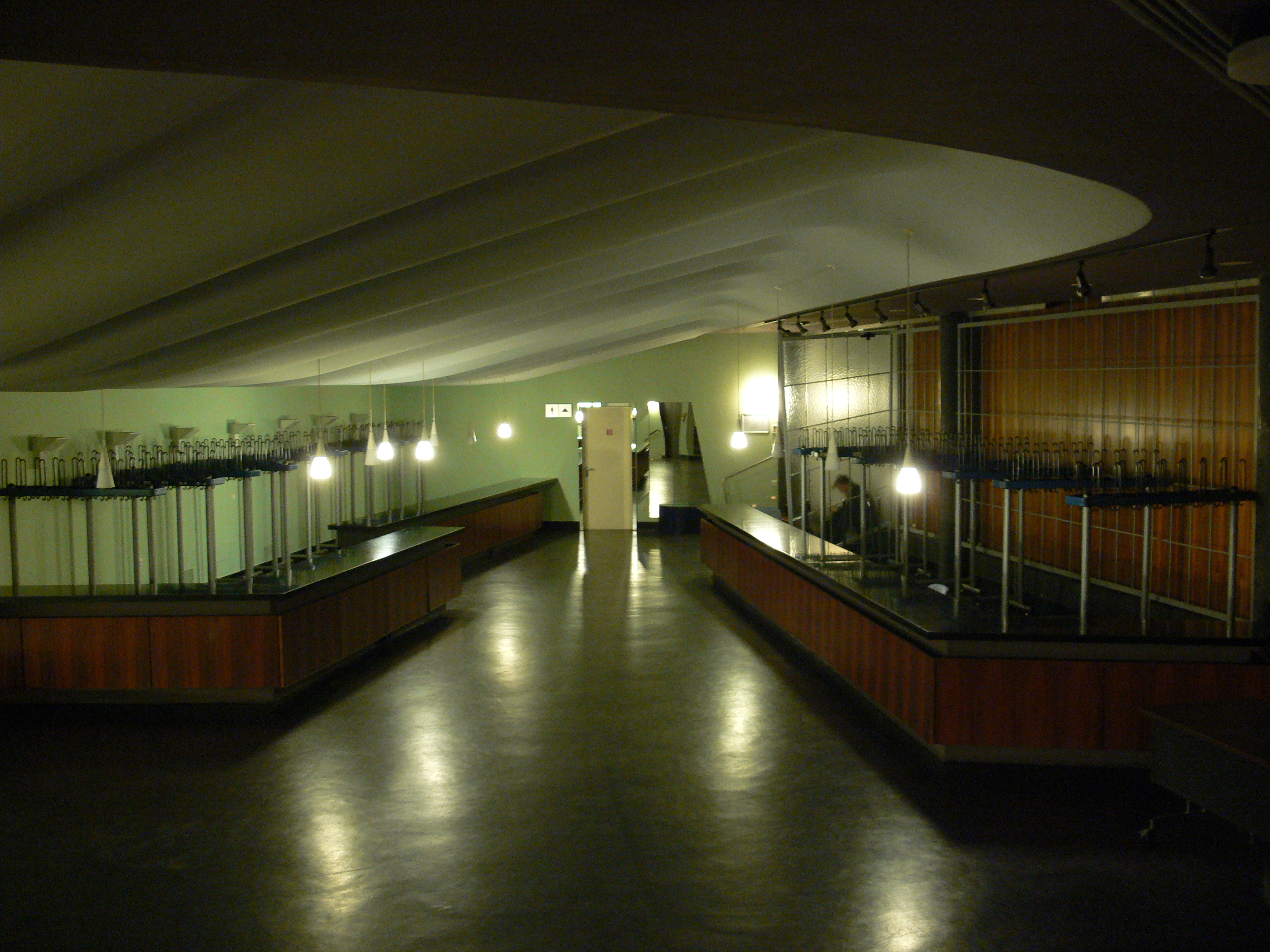
Foyer und Garderobe des Mozart-Saals

## Orgel

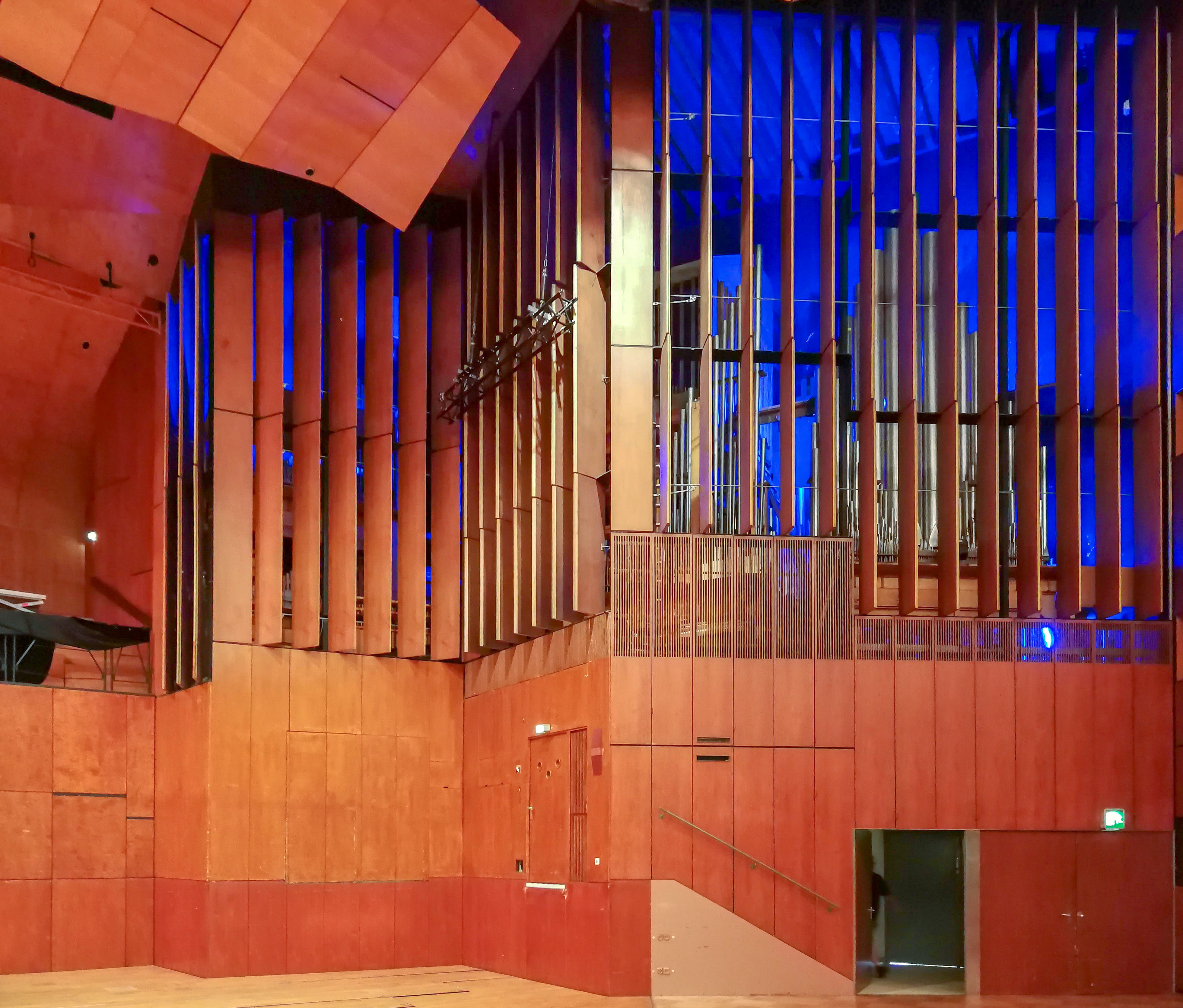
Die Orgel im Beethovensaal der Liederhalle

Die Orgel im Beethovensaal wurde 1956 von der Firma Orgelbau Friedrich Weigle erbaut. Das Instrument hat 69 Register (6021 Pfeifen) auf drei Manualwerken und Pedal (Schleifwindladen). Die Spiel- und Registertrakturen sind elektrisch. Die Disposition stammt von Helmut Bornefeld unter Mitwirkung von Anton Nowakowski.
| I Hauptwerk C–c4 |                       |         |
|                  | Plenolade             |         |
| 01.              | Prinzipal             | 16′     |
| 02.              | Oktave                | 08′     |
| 03.              | Oktave                | 04′     |
| 04.              | Italienisch Prinzipal | 02′     |
| 05.              | Mixtur Nr. 1 IV-VI    | 02 ⁄3′  |
| 06.              | Mixtur Nr. 2 III-V    | 01 ⁄3′  |
|                  |                       |         |
|                  | Sololade              |         |
| 07.              | Rohrflöte             | 08′     |
| 08.              | Nachthorn             | 04′     |
| 09.              | Großsesquialter II    | 05 1⁄3′ |
| 10.              | Rauschpfeife II       | 04′     |
| 11.              | Oktavzimbel III       | 01⁄2′   |
| 12.              | Trompete              | 16′     |
| 13.              | Trompete              | 08′     |
| 14.              | Trompete              | 04′     |
|                  | Tremulant             |         |

| II Seitenwerk C–c4 |                   |        |
|                    | Unterlade         |        |
| 15.                | Stillgedackt      | 08′    |
| 16.                | Quintade          | 08′    |
| 17.                | Prinzipal         | 04′    |
| 18.                | Rohrquintade      | 04′    |
| 19.                | Celesta           | 04′    |
| 20.                | Koppelflöte       | 02′    |
| 21.                | Tertian II        | 01 ⁄3′ |
| 22.                | Siebenquart II    | 01 ⁄7′ |
| 23.                | Grobmixtur V-VIII | 02′    |
| 24.                | Scharf IV         | 01′    |
| 25.                | Sordun            | 16′    |
| 26.                | Trompte           | 08′    |
|                    |                   |        |
|                    | Oberlade          |        |
| 27.                | Holzflöte         | 08′    |
| 28.                | Weitgedackt       | 04′    |
| 29.                | Rohrnasat         | 02 ⁄3′ |
| 30.                | Prinzipal         | 02′    |
| 31.                | Schweizerquinte   | 01 ⁄3′ |
| 32.                | Blockflöte        | 01′    |
| 33.                | Quintzimbel III   | 01⁄3′  |
| 34.                | Trichterregal     | 08′    |
| 35.                | Schalmei          | 04′    |
|                    | Tremulant         |        |

| III Oberwerk/Schwellwerk C–c4 |                  |        |
| 36.                           | Gedacktpommer    | 16′    |
| 37.                           | Prinzipal        | 08′    |
| 38.                           | Gemshorn         | 08′    |
| 39.                           | Grobgedackt      | 08′    |
| 40.                           | Salicional       | 08′    |
| 41.                           | Schwebung        | 08′    |
| 42.                           | Ital. Prinzipal  | 04′    |
| 43.                           | Rohrflöte        | 04′    |
| 44.                           | Sesquialter II   | 02 ⁄3′ |
| 45.                           | Hohlflöte        | 02′    |
| 46.                           | Quarte II        | 01 ⁄3′ |
| 47.                           | Mixtur IV-VI     | 01 ⁄3′ |
| 48.                           | Schreipfeife III | 01′    |
|                               | Nonenkornett     | 08′    |
| 49.                           | Musette          | 16′    |
| 50.                           | Feldtrompete     | 08′    |
| 51.                           | Oboe             | 08′    |
| 52.                           | Vox humana       | 08′    |
|                               | Tremulant        |        |

| Pedal C–f1 |                 |         |
|            | Hauptlade       |         |
| 53.        | Prinzipal       | 32′     |
| 54.        | Holzprinzipal   | 16′     |
| 55.        | Untersatz       | 16′     |
| 56.        | Oktavbaß        | 08′     |
| 57.        | Gedacktbaß      | 08′     |
| 58.        | Baßzink II      | 10 2⁄3′ |
| 59.        | Hintersatz IV   | 05 1⁄3′ |
| 60.        | Posaune         | 16′     |
| 61.        | Dulzian         | 16′     |
|            |                 |         |
|            | Sololade        |         |
| 62.        | Waldflöte       | 04′     |
| 63.        | Choralbaß III   | 04′     |
| 64.        | Glöckleinton II | 02′     |
| 65.        | Kopftrompete    | 08′     |
| 66.        | Clairon         | 04′     |
| 67.        | Kornett         | 02′     |
|            | Tremulant       |         |

- Koppeln: II/I, III/I, III/II, I/P, II/P, III/P
- Spielhilfen: Absteller (einer pro Lade), Crescendowalze, 4 freie Kombinationen, 2 Pedalkombinationen, 10 Gruppenzüge für verschiedene Plenostufen
- Anmerkungen:

1. ↑  Gruppenzug (Nr. 39, 43, 44, 46, 48 und 52).

## Kunst am Bau

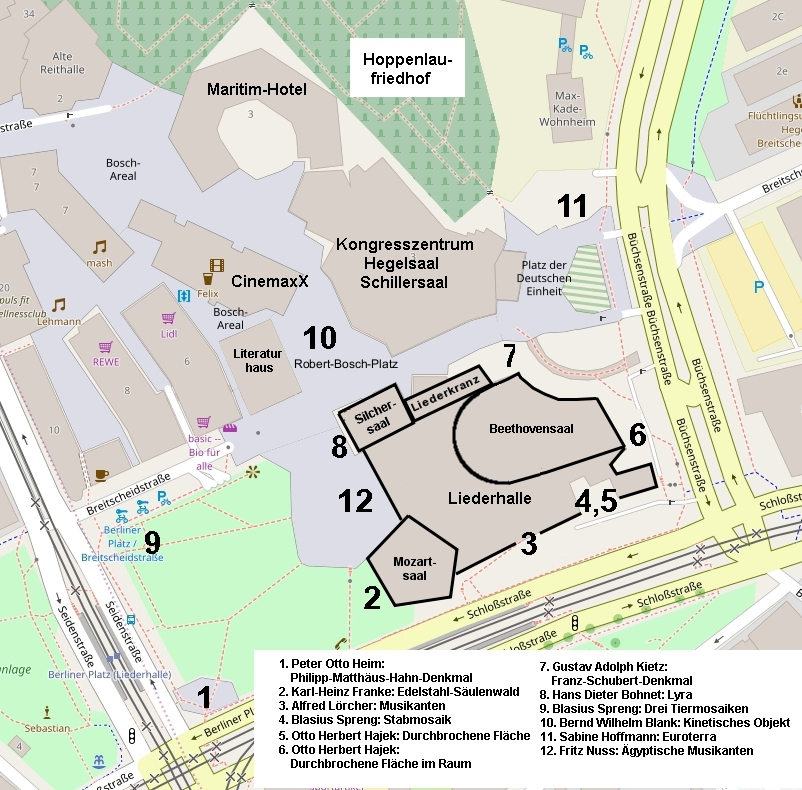
Liederhalle, Lageplan der Kunstwerke

Im Jahr 1950 beschloss der Gemeinderat der Stadt Stuttgart, dass in den Kostenvoranschlägen städtischer Bauten zwischen 1 % und 2 % der reinen Baukosten für die künstlerische Ausschmückung vorgesehen werden sollten. Für den Neubau der Liederhalle 1955/1956 wurden demgemäß nach einer Ausschreibung zahlreiche Aufträge an Künstler zur künstlerischen Ausstattung der Liederhalle vergeben.
Dieser Abschnitt befasst sich mit den 12 Kunstwerken, die an den Fassaden der Liederhalle angebracht sind oder im Außenbereich aufgestellt wurden. 8 der 12 Kunstwerke entstanden während des Neubaus der Liederhalle. Das Franz-Schubert-Denkmal stammt aus dem Jahr 1878, und 3 weitere Kunstwerke entstanden in neuerer Zeit zwischen 1979 und 2003.
Die Kunstwerke werden im Folgenden in der Reihenfolge der Nummerierung in dem nebenstehenden Lageplan beschrieben.
Hinweis: Die Kunstwerke im Inneren der Liederhalle werden in diesem Abschnitt nicht berücksichtigt.
| Karte mit allen Standorten |
| Klicken Sie in der folgenden Zeile auf OSM, Google oder Bing. Karte mit allen Koordinaten des Abschnitts Liste der Kunstwerke: OSM Es wird eine OpenStreetMap-Karte, eine Google-Maps-Karte oder eine Bing-Maps-Karte mit den Standorten aller Kunstwerke angezeigt. |

| Karte für einen Standort |
| Klicken Sie in der Standortbeschreibung eines Kunstwerks auf das Symbol . Es wird eine OpenStreetMap-Karte mit dem Standort des Kunstwerks angezeigt. |

### Peter Otto Heim: Philipp-Matthäus-Hahn-Denkmal (1)
Standort: Berliner Platz, an der Ecke Seidenstraße und Schloßstraße 
Das Philipp-Matthäus-Hahn-Denkmal steht am Berliner Platz, an der Ecke Seidenstraße und Schloßstraße. Es erinnert an den schwäbischen Mechaniker-Pfarrer Philipp Matthäus Hahn, der durch die Erfindung von Rechenmaschinen, Waagen und astronomischen Uhren berühmt wurde. Das Denkmal ist das Werk des Bildhauers Peter Otto Heim (1896–1966) und wurde 1956 nach Vollendung der Neuen Liederhalle aufgestellt.

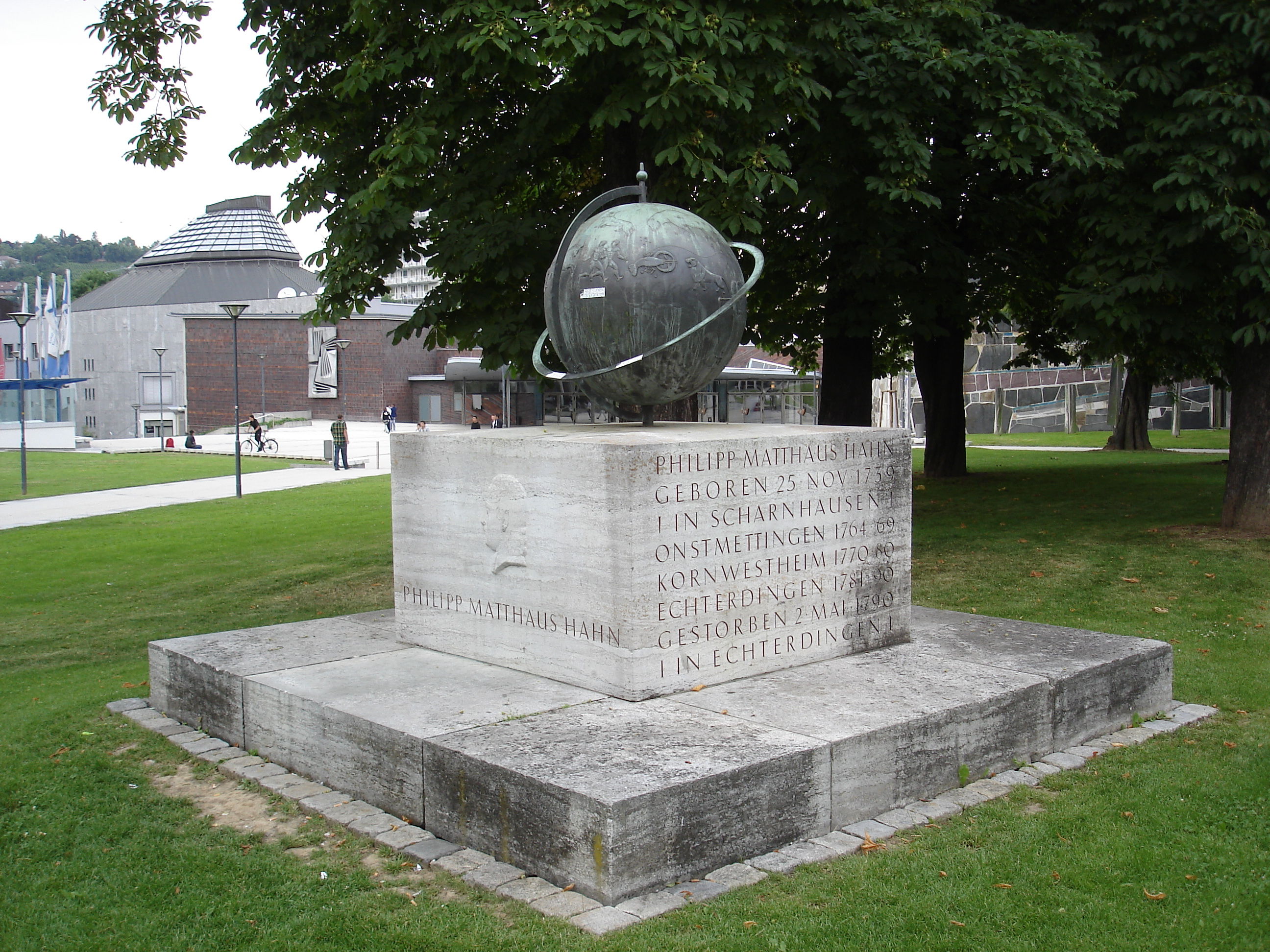

Das Denkmal besteht aus einem Unterbau aus Travertin und einem bronzenen Himmelsglobus. Der Unterbau besteht aus einem breiten, flachen Sockel und einem Quader mit den folgenden Inschriften und Darstellungen an den vier Seiten:
- Vorn (an der Seidenstraße): Schriftzug „Philipp Matthäus Hahn“ und Relief von Hahns Profilbüste.
- Rechts: Inschrift mit Geburts- und Todesdaten Philipp Matthäus Hahns und seinen Wirkungsstätten in Schwaben: „Philipp Matthäus Hahn, geboren 25 Nov 1739 | in Scharnhausen | Onstmettingen 1764 • 69, Kornwestheim 1770 • 80, Echterdingen 1781 • 90, gestorben 2 Mai 1790 | in Echterdingen“.
- Links: Erste Strophe des Gedichts „Die Ehre Gottes aus der Natur“ von Christian Fürchtegott Gellert:

Die Himmel rühmen des Ewigen Ehre,
Ihr Schall pflanzt seinen Namen fort.
Ihn rühmt der Erdkreis, ihn preisen die Meere,
Vernimm, o Mensch, ihr göttlich Wort.
- Hinten: Ritzzeichnung einer Sanduhr und von Teilen einer mechanischen Uhr (Ankerrad, Pendel).

Die bronzene, von grüner Patina überzogene Himmelskugel ist durch ihre Mittelachse mit dem Quader verbunden und trägt figürliche Reliefs der Tierkreiszeichen und Sternbilder. Der Äquatorring und der Meridianring (in der Abbildung noch vorhanden) wurden entfernt, nachdem sie von Vandalen mehrfach abgebrochen wurden.

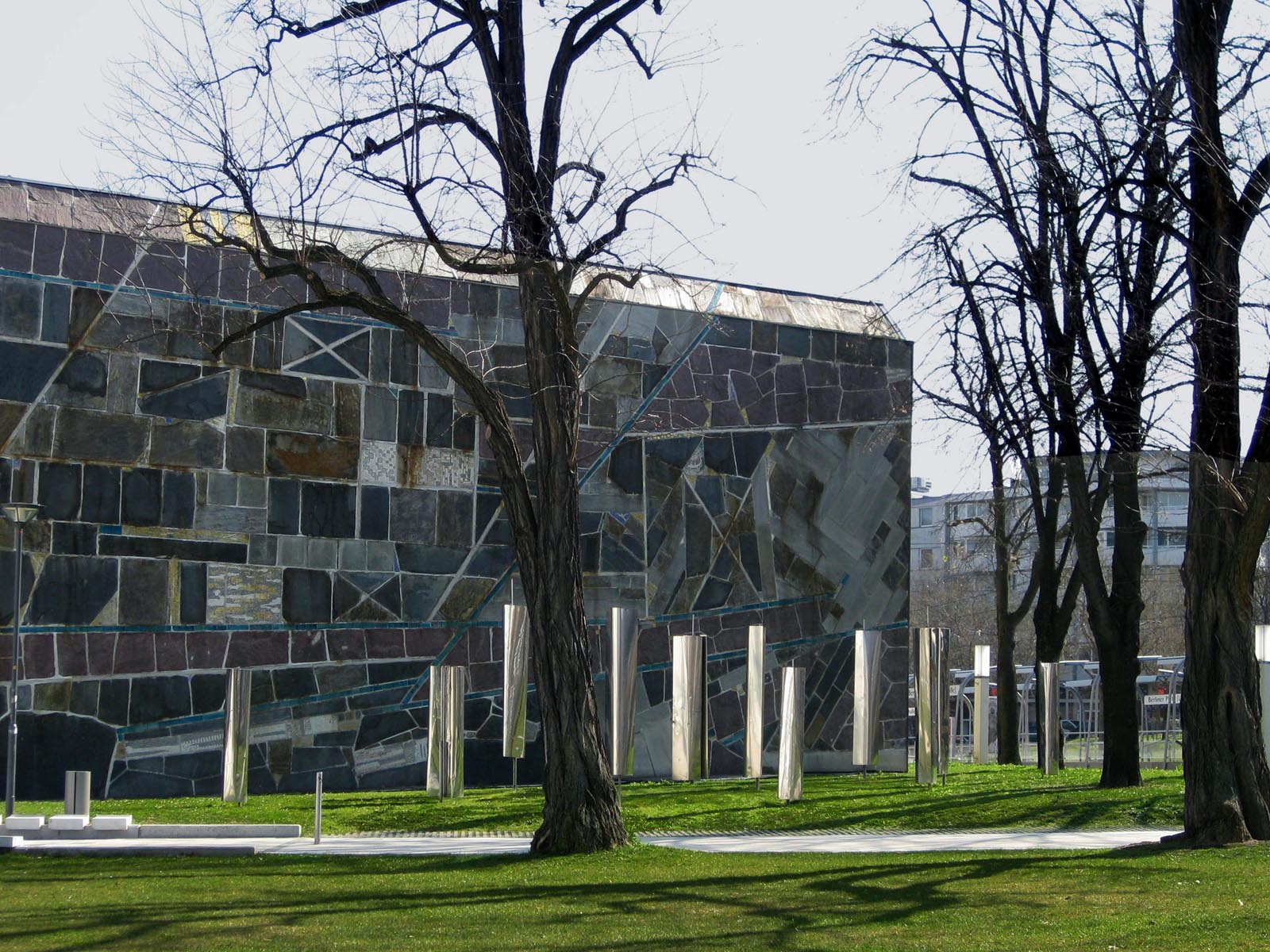

### Karl-Heinz Franke: Edelstahl-Säulenwald (2)
Standort: Grünanlage der Liederhalle, rechts neben dem oberen Haupteingang .
Der „Edelstahl-Säulenwald“ ist ein Werk des Bildhauers Karl-Heinz Franke, das 1979 vor der Westfassade des Mozart-Saals aufgestellt wurde. Auf einer Wiese verstreut stehen elf 2–2,5 Meter hohe, baumartige Gebilde aus Edelstahl, deren polierte Glanzflächen in scharfem Kontrast zu dem vielfarbigen Mosaik der Westfassade des Mozartsaals stehen. Drei miteinander verschweißte Stahlrohre bilden den Stamm der künstlichen Bäume. Daran befestigt sind zwei Meter hohe Bleche, die zu einer geschlossenen Hohlform gebogen und gefalzt sind und den Kunstbäumen die Anmutung stilisierter Säulenbäumchen verleihen.
Literatur: #Küster 2006, S. 100–102.

### Alfred Lörcher: „Musikanten“ (3)

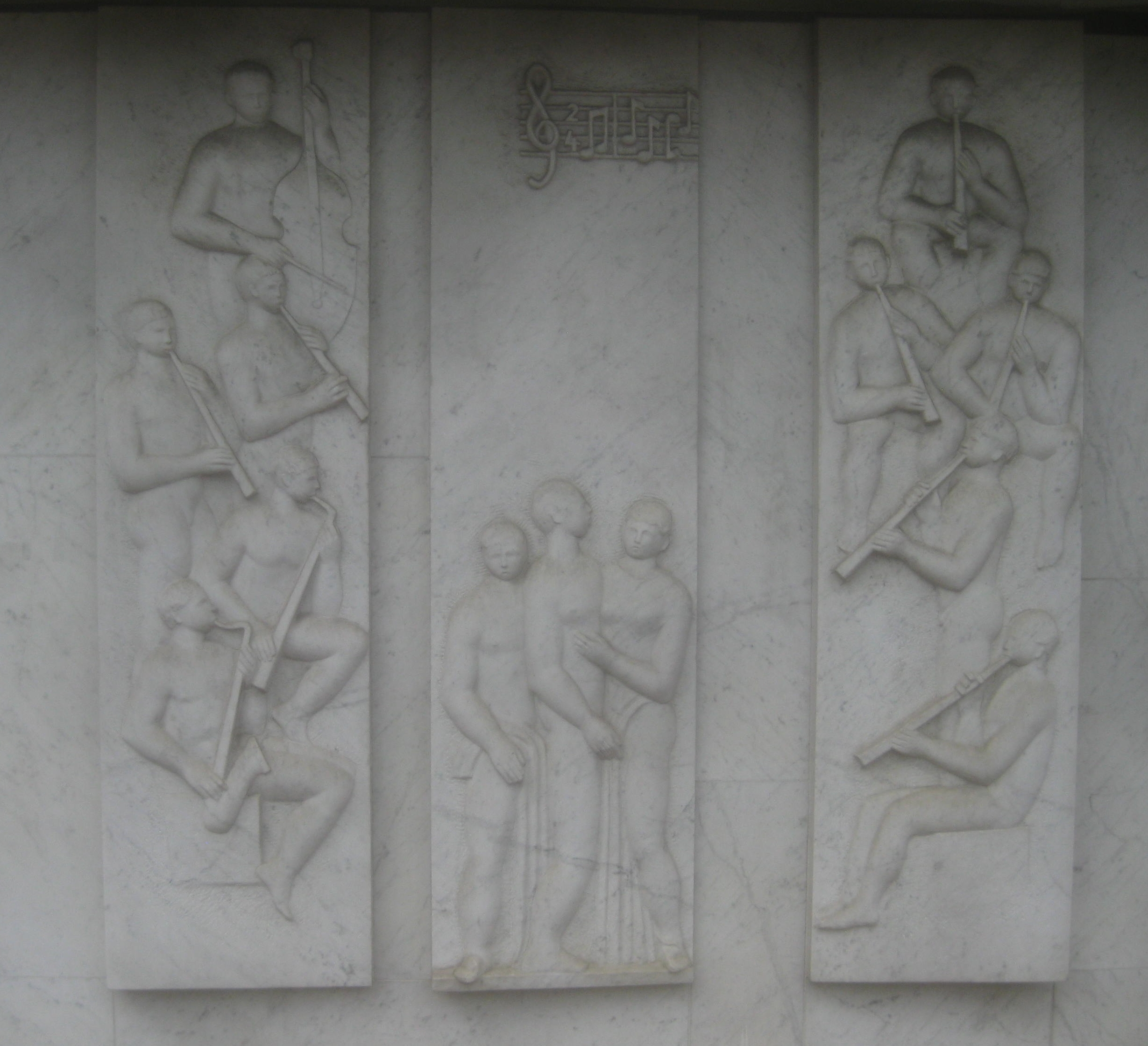

Standort: Außeneingang des Mosaik-Foyers an der Schloßstraße 
Am Außeneingang des Mosaik-Foyers an der Schloßstraße sind drei mannshohe Platten mit Halbreliefs aus weißem Carraramarmor angebracht. Das Triptychon „Musikanten“ ist ein Werk des Stuttgarter Bildhauers Alfred Lörcher, das er nach der Vollendung der Neuen Liederhalle 1957 geschaffen hat.
- Linkes Relief: Fünf nackte männliche Musiker, teils stehend, teils sitzend: oben frontal ein Cellist, darunter über- und nebeneinander drei Flötisten und ein Saxophonist, alle nach rechts gewendet.
- Mittleres Relief: Zwei stehende Männer frontal, nackt bis auf einen Lendentuch, und zwischen ihnen ein nackter, nach rechts gewendeter Mann. Über ihnen schwebt der Anfang einer Notenzeile.
- Rechtes Relief: Fünf nackte männliche Flötenspieler, teils stehend, teils sitzend: die oberen drei frontal, die beiden anderen nach links gewendet.

Literatur: #Brehler 2006, S. 137, 150, 202, 327 (Fußnote 82), #Grüterich 1976, S. 236–237, Katalognummer R41.

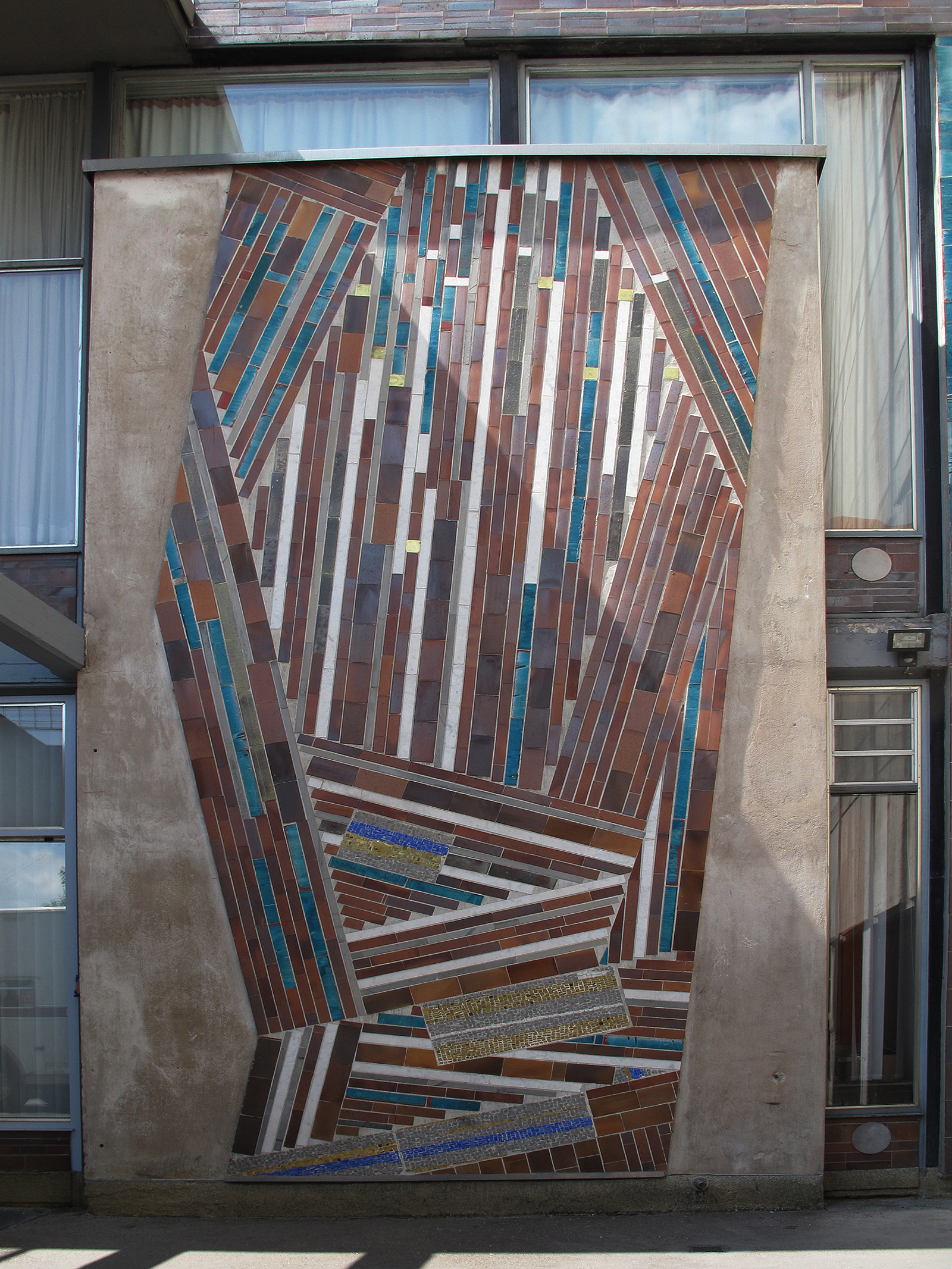

### Blasius Spreng: Stabmosaik (4)
Standort: Rechts neben dem Liederhallenrestaurant 
In einer Nische rechts vom Erdgeschoss des Liederhallenrestaurants sind zwei Wandinstallationen verborgen:
- das Stabmosaik von Blasius Spreng
- und das Gusseisenrelief Durchbrochene Fläche von Otto Herbert Hajek, siehe hier.

Das Stabmosaik ist im Gegensatz zu den Fassadenmosaiken der Liederhalle nicht flächenfüllend angelegt, sondern ein eigenständiges abstraktes Mosaikbild, das auf einem rechteckigen, anderthalb Stockwerke hohen Betonfeld als Wandmosaik angeordnet ist. Der äußere Umriss des Mosaikfelds gleicht einem leicht nach rechts gekippten, hohen Parallelogramm, dessen linke Seite in der Mitte knieartig vorspringt.
Das Bild setzt sich vorwiegend aus rotbraunen und einigen blauen, glasierten Keramikstäben zusammen. In den beiden oberen Dritteln durchpflügen die Stäbe das Bild in senkrechten Parallelenscharen und werden an den Seiten durch spitze Klammern von Stabbündeln begrenzt. Im unteren Drittel sind die Stäbe in vier waagerechten Parallelenscharen angeordnet, die durch Verwerfungen zickzackartig auf- und absteigen und wie ein geologischer Bodenquerschnitt anmuten. In den Querschnitt sind drei fensterartige Rechtecke eingelassen, die den Blick auf Strukturen aus blauen, goldenen und silbernen Schichten freigeben.
Literatur: #Brehler 2006, S. 146.

### Otto Herbert Hajek: „Durchbrochene Fläche“ (5)
Standort: Rechts neben dem Liederhallenrestaurant „Die Note“ 
In einer Nische rechts von der Gartenterrasse des Liederhallenrestaurants sind zwei Wandinstallationen verborgen:
- das Gusseisenrelief Durchbrochene Fläche von Otto Herbert Hajek
- und ein Stabmosaik von Blasius Spreng, siehe hier.

Neben dem Liederhallenrestaurant, am Künstlereingang zum Beethoven-Saal, ist das Wandrelief Durchbrochene Fläche aufgehängt, das Otto Herbert Hajek 1956 im Jahr der Fertigstellung der Neuen Liederhalle schuf. Das 3 Meter hohe und 1 Meter breite Relief aus rostendem Gusseisen hat eine raue, scheinbar unbearbeitete Oberfläche mit Schraffuren, Punktierungen und Bruchstellen. Die Rechteckform des Objekts wird an den Rändern und im Innern von Schlitzen, Einbuchtungen und ovalen Löchern „durchbrochen“. Siehe auch Hajeks freistehende Skulptur Durchbrochene Fläche im Raum.
Literatur: #Brehler 2006, S. 148, nicht in #Gomringer 2000 enthalten.

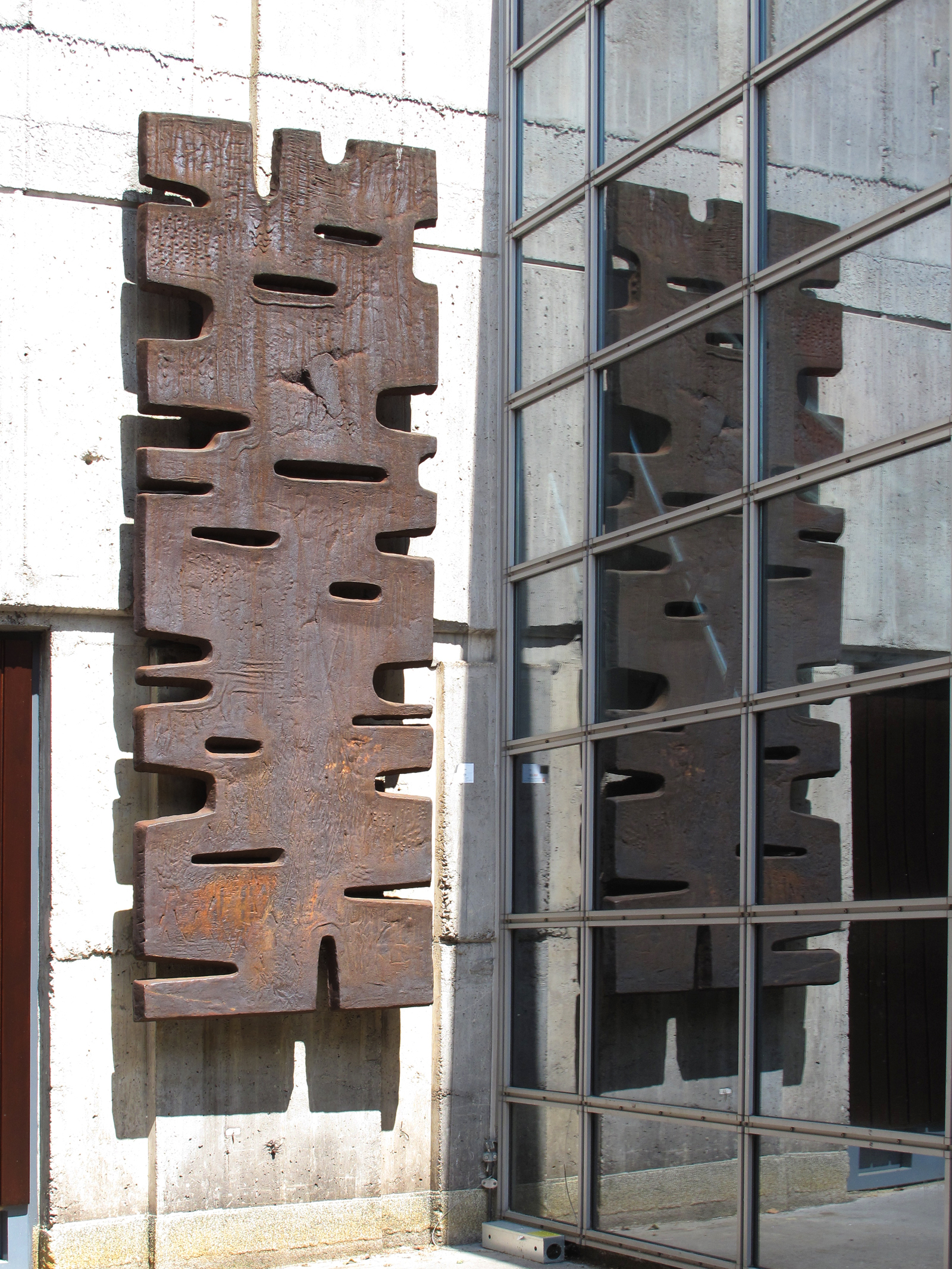
Otto Herbert Hajek Durchbrochene Fläche
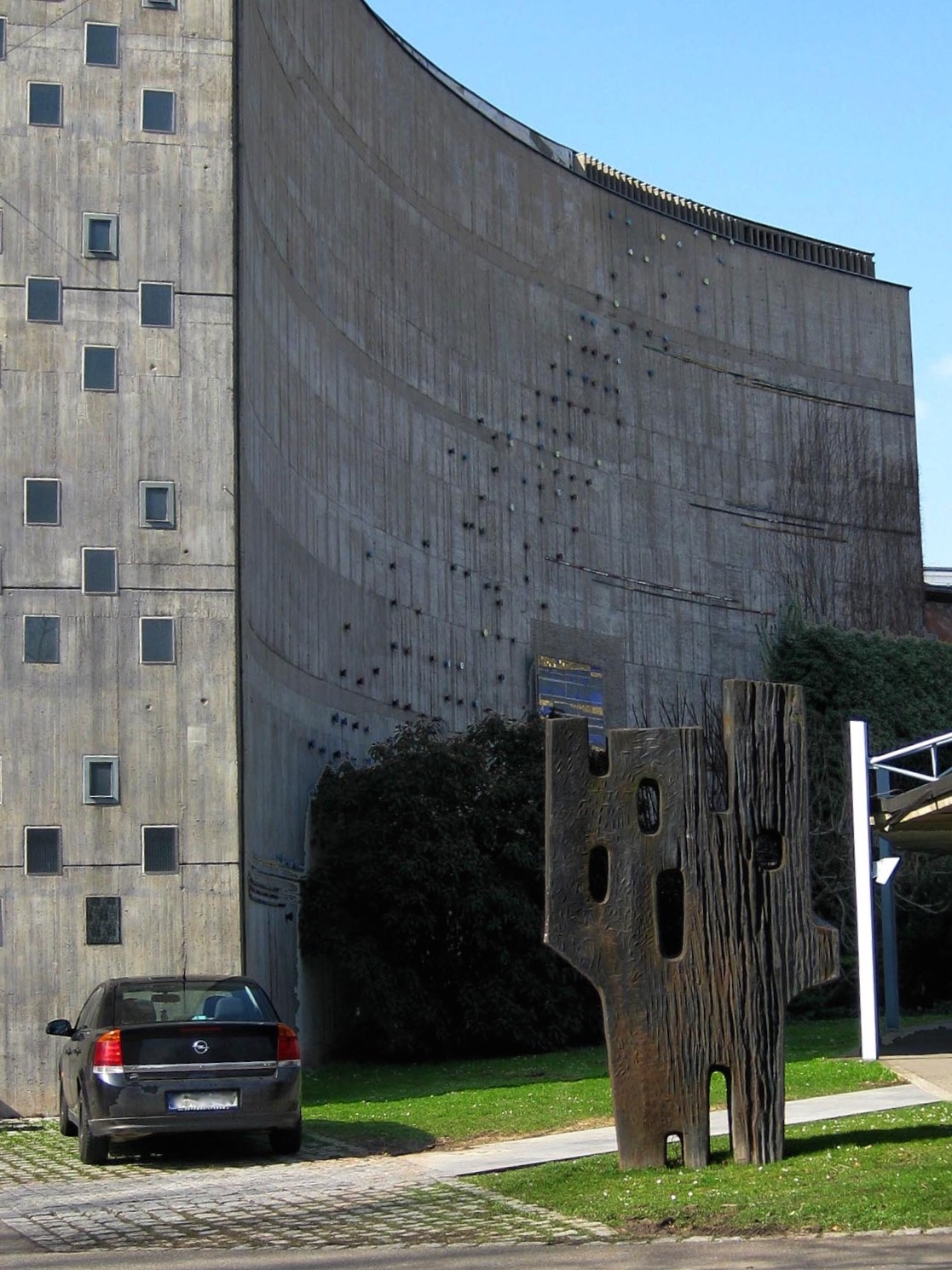
Otto Herbert Hajek Durchbrochene Fläche im Raum

### Otto Herbert Hajek: „Durchbrochene Fläche im Raum“ (6)
Standort: Vor der Ostfassade des Beethoven-Saals, an der Büchsenstraße 
Vor der Ostfassade des Beethoven-Saals, fast an der Büchsenstraße, steht eine Skulptur des Bildhauers Otto Herbert Hajek, die dieser 1955/56 im Jahr der Fertigstellung der Neuen Liederhalle schuf. Es handelt sich dabei um Hajeks erste abstrakte Plastik, mit der er in der Presse Aufmerksamkeit erregte, weil er bis dahin der Gegenständlichkeit verpflichtet gewesen ist. Die Skulptur aus rostendem Gusseisen hat eine raue, scheinbar unbearbeitete Oberfläche mit tiefen Längsfurchen. Das grob rechteckige, mannshohe Objekt mit dem Werktitel Durchbrochene Fläche im Raum oder Durchbrochene Wand ähnelt einem stilisierten Baum oder einer klobigen menschlichen Figur, die mit den Beinen fest auf dem Boden steht, die beiden Arme in die Luft streckt und von vier ovalen Löchern „durchbrochen“ wird. Siehe auch Hajeks Wandrelief Durchbrochene Fläche.
Literatur: #Gerbing 2010, S. 76 und 121 f., Abb. S. 307, #Brehler 2006, S. 148, #Küster 2006, S. 114–116, #Gomringer 2000, S. 154 (Tafel 100), S. 257 (Katalognummer A16).

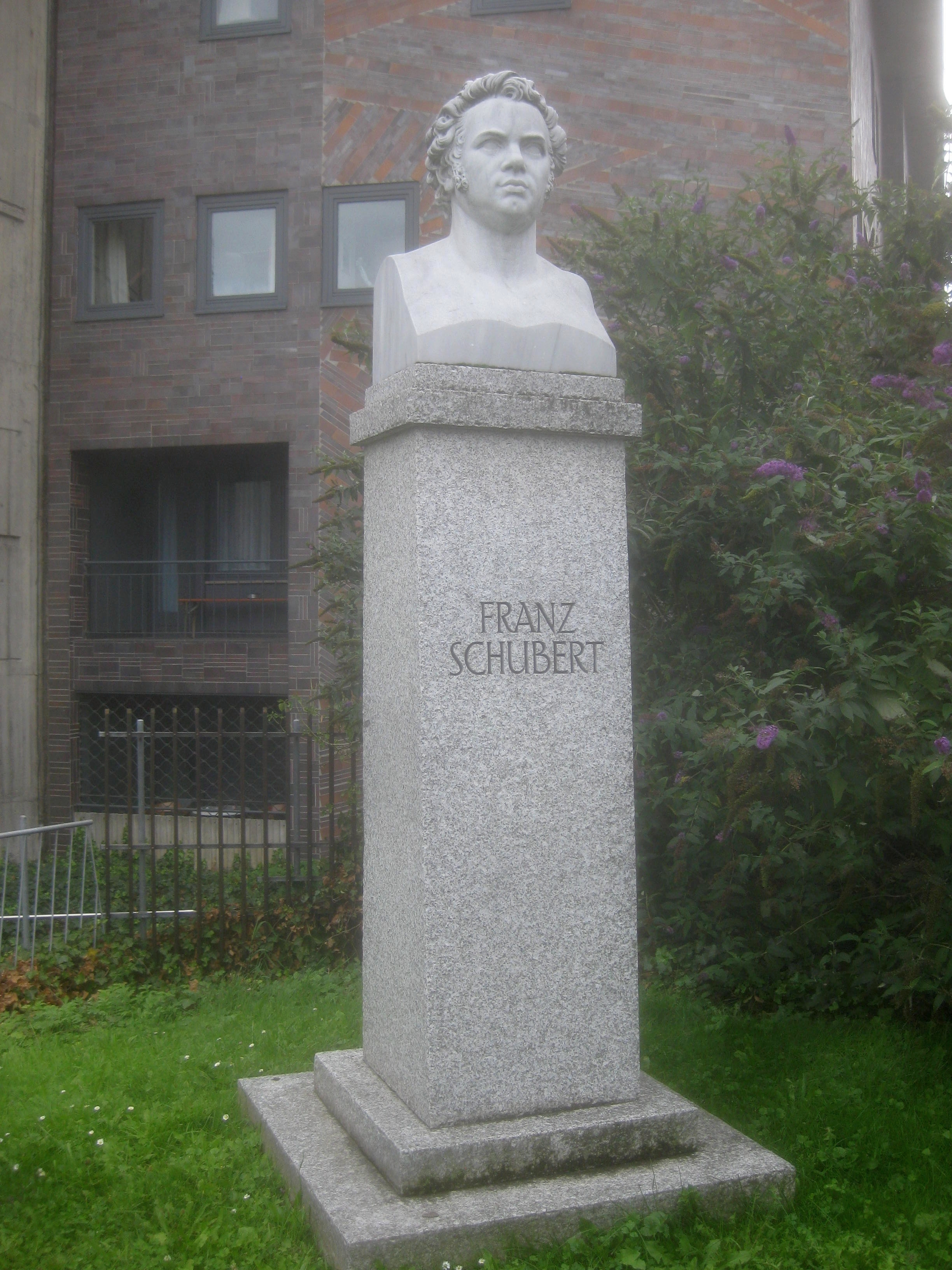

### Gustav Adolph Kietz: Franz-Schubert-Denkmal (7)
Standort: Beim Eingang zum Stuttgarter Liederkranz an der Ostfassade des Beethoven-Saals 
Das Franz-Schubert-Denkmal mit einer Nachbildung der Marmorbüste von Franz Schubert steht an der Ostseite des Beethoven-Saals, beim Eingang zu den Räumen des „Stuttgarter Liederkranzes“. Die Originalbüste schuf Gustav Adolph Kietz 1878 für den Stuttgarter Liederkranz zu dessen 175-jährigem Jubiläum. Die Büste ruht auf einem hohen Steinpostament mit dem Schriftzug „Franz Schubert“.
Nachdem die Büste im Zweiten Weltkrieg verlorengegangen war, stiftete der Stuttgarter Liederkranz 1999 eine Nachbildung, die an der heutigen Stelle aufgestellt wurde.

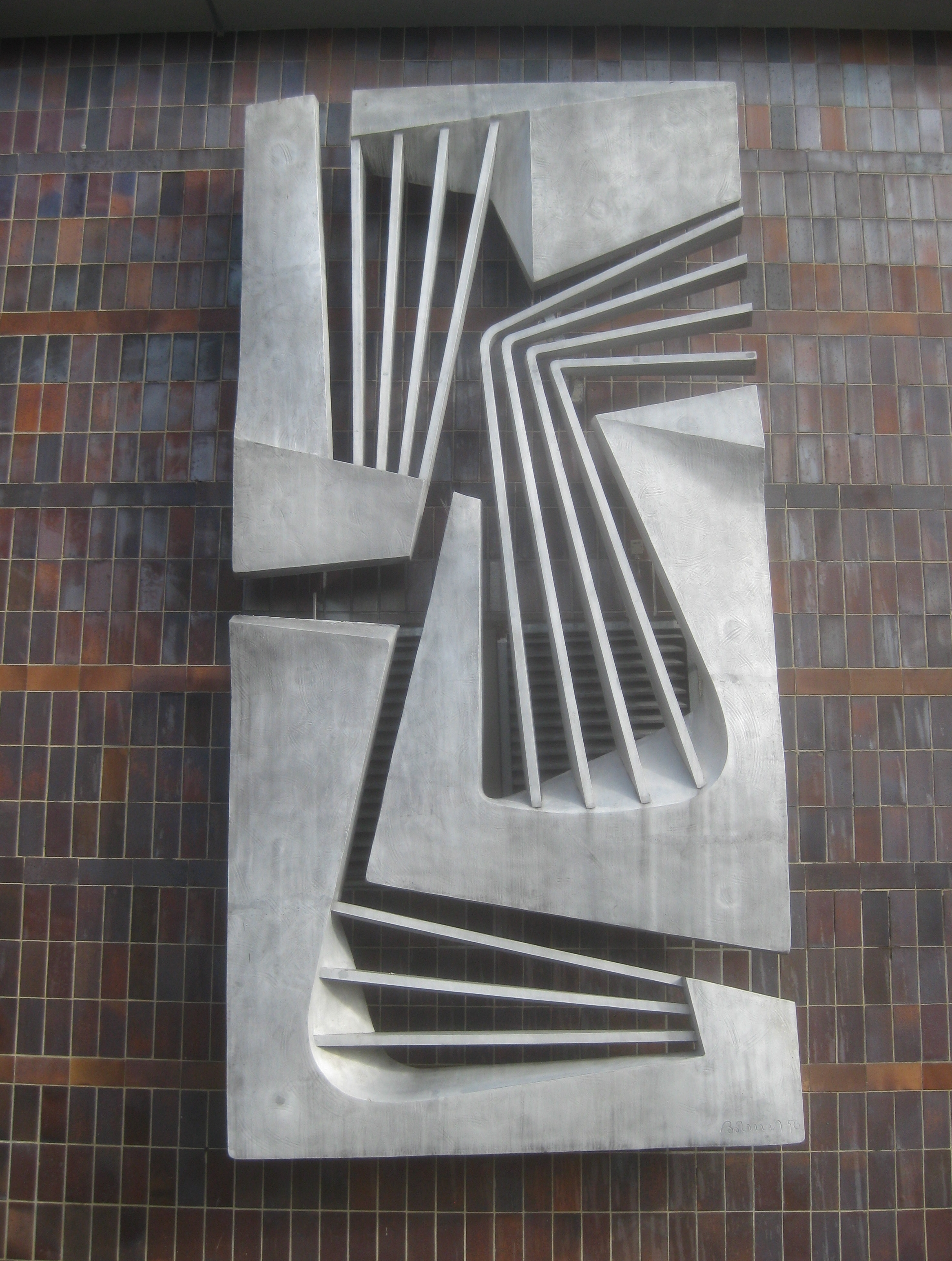

### Hans Dieter Bohnet: „Lyra“ (8)
Standort: An der Westfassade des Silcher-Saals 
Ein Blickfang links vom oberen Haupteingang ist die großformatige Wandplastik Lyra. Sie ist das Werk des Bildhauers Hans Dieter Bohnet und entstand während des Baus der Neuen Liederhalle 1955/1956. Die schildartige, 500 × 250 cm große Plastik aus Aluminiumguss ist an der Westfassade des Silcher-Saals angebracht. Sie erreicht fast die Höhe der Fassade und hebt sich durch ihre stumpfe Silberfarbe markant von den rotbraunen Klinkerplättchen der dahinterliegenden Wand ab. Die drei Teile der Plastik stellen stilisierte Lyren von unregelmäßiger Form dar und spielen auf die drei unterschiedlich großen Konzertsäle an.
Auch der Jubiläumsbrunnen gegenüber dem Philipp-Matthäus-Hahn-Denkmal, an der anderen Ecke von Schloßstraße und Seidenstraße, ist ein Werk von Hans Dieter Bohnet. Der Brunnen wurde 1961 zum 60-jährigen Bestehen des Verschönerungsvereins Stuttgart installiert.
Literatur: #Küster 2006, S. 76, #Brehler 2006, S. 147, #Skrentny 2011, S. 106.

### Blasius Spreng: Drei Tiermosaiken (9)

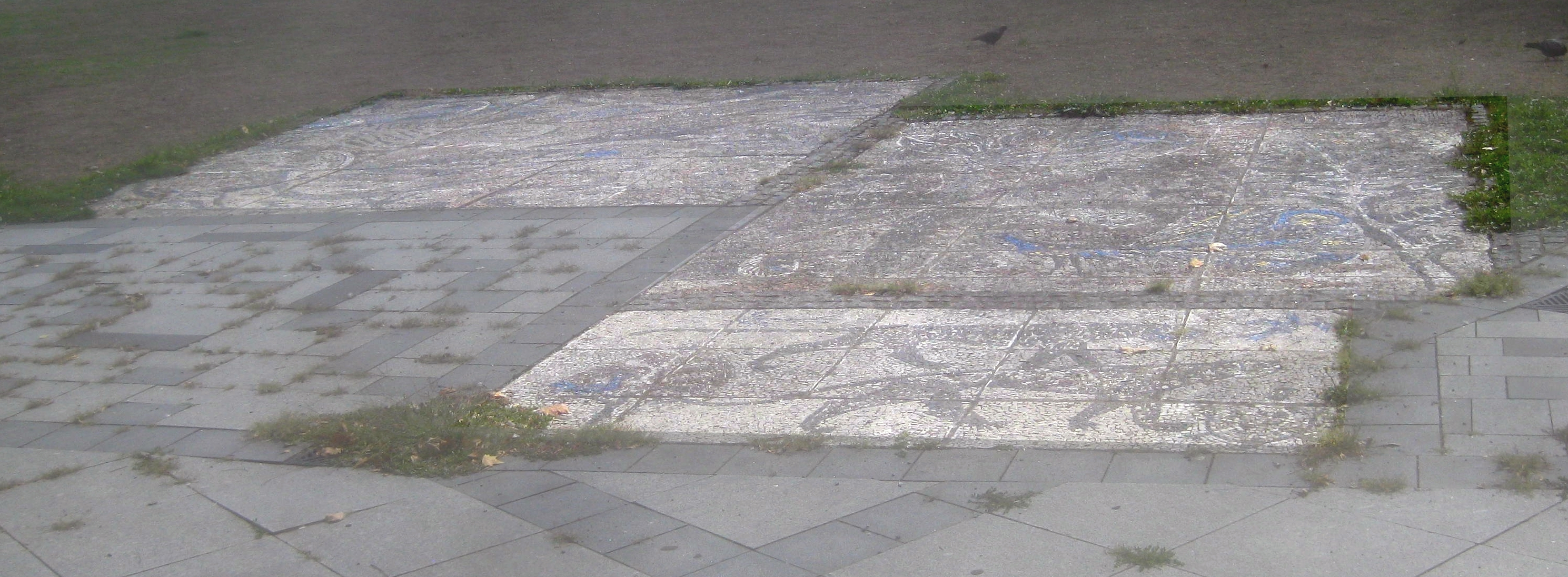

Standort: Grünanlage der Liederhalle, Ecke Seidenstraße und Breitscheidstraße .
In der Grünanlage der Liederhalle an der Ecke Seidenstraße und Breitscheidstraße stehen unter den Rosenlauben einige Sitzbänke. Dort finden sich drei unscheinbare, rechteckige Bodenmosaiken, die Blasius Spreng 1956 schuf. Das linke Mosaikbild zeigt Darstellungen von Schlangen und Fischen, das Mosaik oben rechts einen Pfau zwischen zwei hohen Bäumen, und das schmale Mosaik unten rechts zeigt zwei Leoparden.
Diese drei Mosaikbilder und zwei weitere, heute verschwundene, waren eingebettet in Blasius Sprengs ehemaliges Großmosaik vor dem oberen Haupteingang. Da sich das Mosaik als Stolperfalle vor allem für hochhackige Damenschuhe erwies, und auch wegen der winterlichen Frostschäden, wurde es 1968 abgebaut und im Materiallager des Hochbauamtes deponiert. 1995 wurden drei der Bildmosaiken dort wiederentdeckt und an ihrem heutigen Platz in die Erde versenkt. Auf Grund der ungünstigen Platzwahl finden die Mosaiken kaum Beachtung und sind den Unbilden der Witterung und der Überwucherung durch Bodendecker ausgesetzt.
Literatur: #Brehler 2006, S. 138–142, 152, 153.

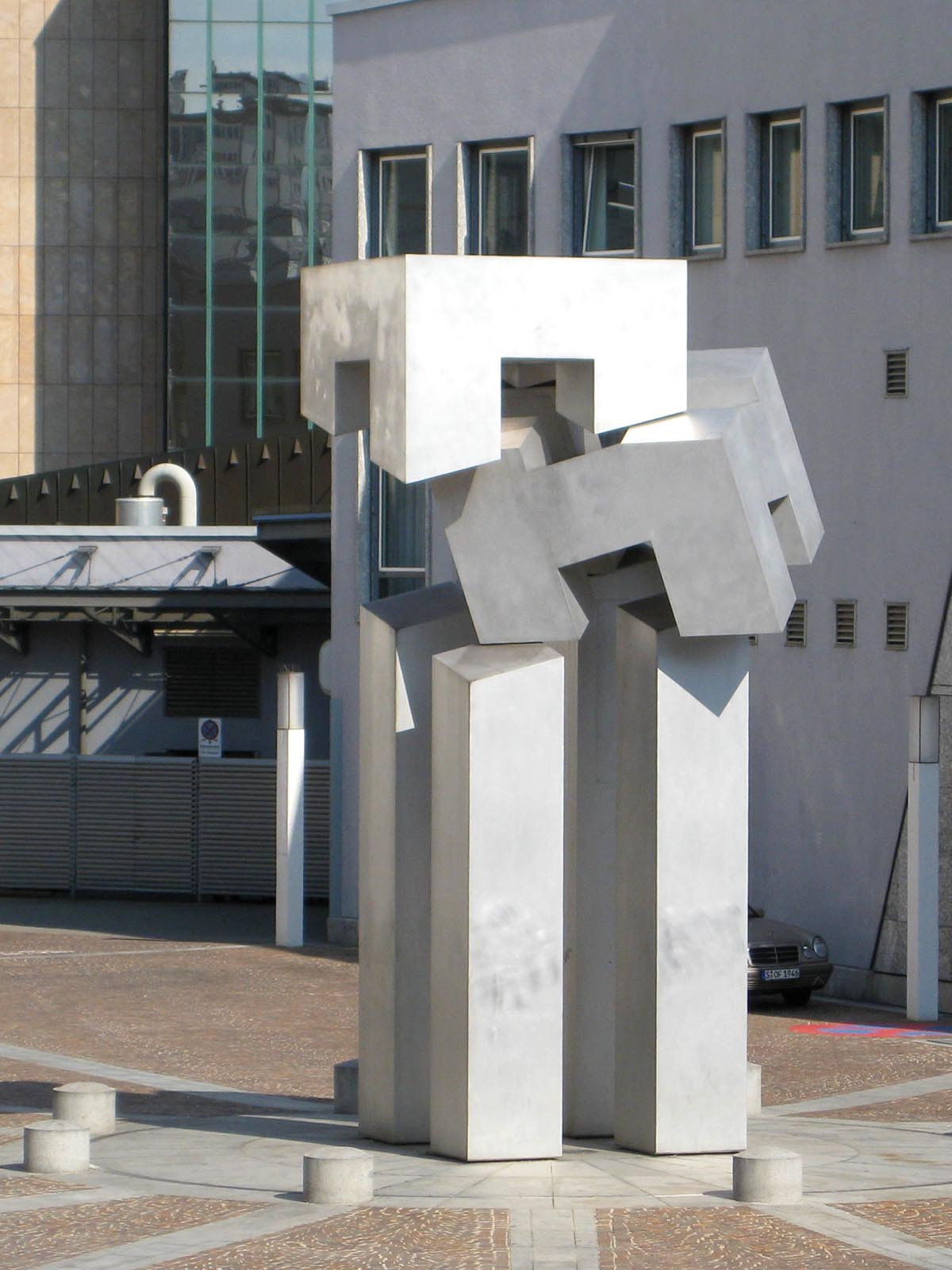

### Bernd Wilhelm Blank: „Kinetisches Objekt“ (10)
Standort: Robert-Bosch-Platz 
Die turmartige Skulptur Kinetisches Objekt erhebt sich aus der Mitte des Robert-Bosch-Platzes, umgeben vom Literaturhaus, dem Kino CinemaxX, dem Kongresszentrum und der Liederhalle. Auf dem rot gepflasterten Platz steht das Objekt auf einem Kreis aus grauen Steinplatten, von dem 16 Strahlen aus ebenfalls grauen Steinplatten nach allen Seiten hin ausstrahlen.
Als 1999 die Neugestaltung des Bosch-Areals am ehemaligen Standort des Direktionsgebäudes von Robert Bosch vollendet war, schlug der Architekt Roland Ostertag vor, den Platz zur „Erinnerung an den Firmengründer und dessen Wirken an diesem Ort“ künstlerisch zu gestalten. Dieses Vorhaben wurde durch eine Stiftung der Robert Bosch GmbH finanziert und 2003 durch den Berliner Bildhauer Bernd Wilhelm Blank mit seinem beweglichen Objekt realisiert.
Der dreiteilige, aus einer Aluminiumlegierung bestehende Turm ist über 7 Meter hoch und ruht auf vier Eckpfeilern, über denen sich zwei bewegliche Segmente erheben. Ein eingebautes Windmessgerät ermittelt laufend die augenblickliche Windgeschwindigkeit, und sobald diese einen bestimmten Pegel erreicht, wird das mittlere der drei Turmsegmente in Bewegung gesetzt. Durch mechanische Kraftübertragung beginnt dann auch das obere Segment sich in die entgegengesetzte Richtung zu drehen. Wenn die Maximalposition der Rotation erreicht ist, schwingen die Segmente wieder in die Ausgangsposition zurück. Die Steuerungstechnik für die Bewegung des Turms ist eine Entwicklung der Robert Bosch GmbH.
Seit der Instandsetzung des Objekts 2016 hat das mittlere Segment die gleich Farbe wie die beiden anderen, und die Bewegung scheint sich auf geringfügige Ausschwingungen zu beschränken.

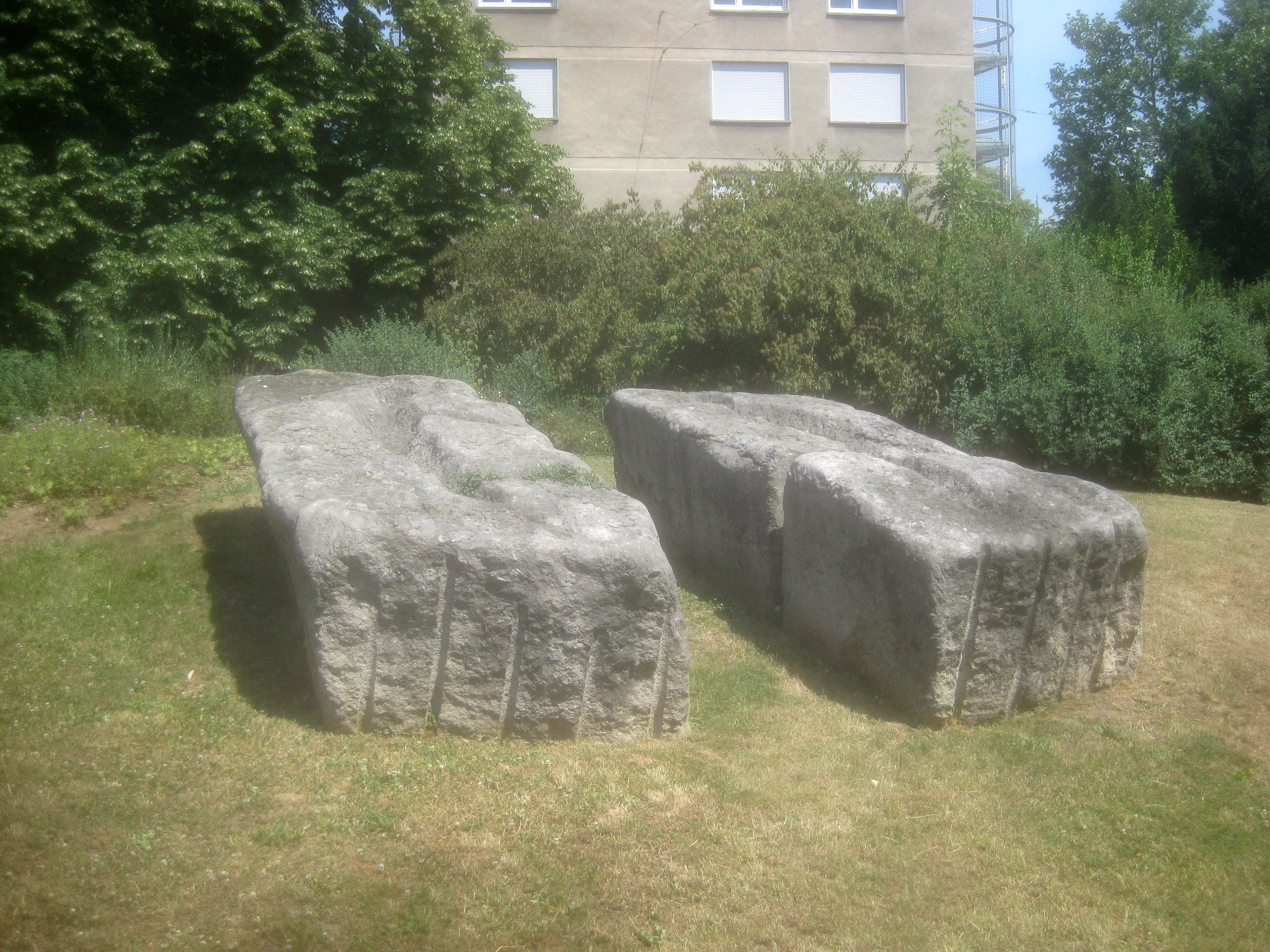

Literatur: #Küster 2006, S. 64–66.

### Sabine Hoffmann: „Euroterra“ (11)
Standort: Platz der Deutschen Einheit, beim Max-Kade-Haus 
Die Doppelskulptur Euroterra („Europäische Erde“) ruht auf einer Rasenböschung am Platz der Deutschen Einheit. Die Skulptur ist das Werk der Stuttgarter Bildhauerin Sabine Hoffmann (1926–2016). Sie entstand im Europajahr 1993 als Prototyp eines europäischen Skulpturenprojekts.
Die Skulptur besteht aus zwei kompakten, gestreckt nebeneinander liegenden, etwa 3 Meter langen Kastenformen aus Crailsheimer Muschelkalk, die sich aus 2 bzw. 3 Einzelblöcken zusammensetzen. Die Vertiefungen in den Oberseiten lassen schemenhaft die Abdrücke zweier Figuren erkennen, die Mann und Frau darstellen sollen und einen Arm zueinander hinstrecken.

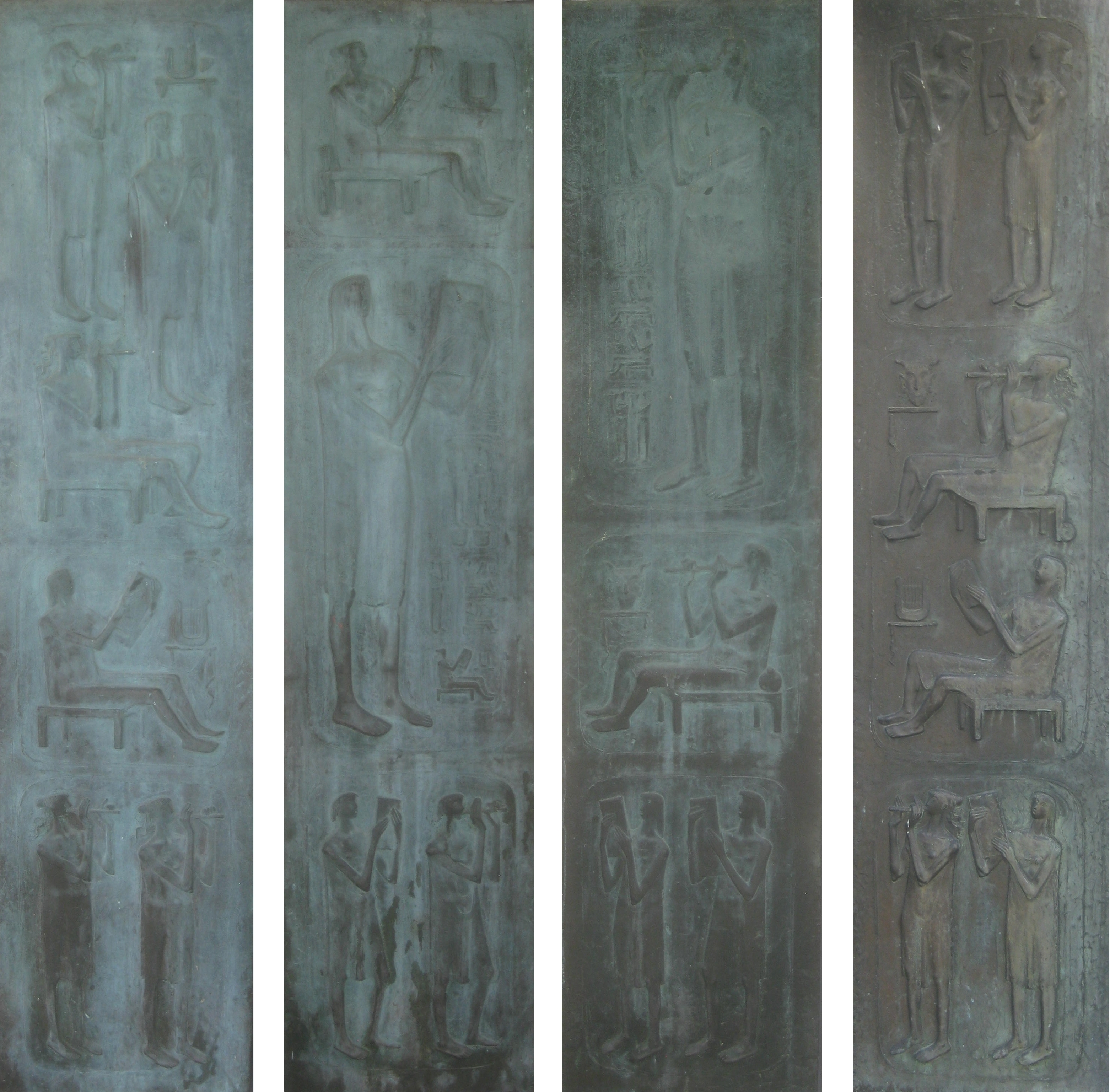

### Fritz Nuss: „Ägyptische Musikanten“ (12)
Standort: Oberer Haupteingang der Liederhalle 
Am oberen Haupteingang der Liederhalle sind an den Pfeilern zwischen den Türen vier bronzene, von grüner Patina überzogene Reliefplatten angebracht. Die ägyptisierenden Reliefs sind das Werk des Bildhauers Fritz Nuss und wurden nach der Vollendung der Neuen Liederhalle 1956 aufgestellt.
Die Reliefs zeigen Sänger mit Notenblatt und Flötenspieler, stehend oder auf breiten, niedrigen Hockern sitzend. Sie tragen einfache, knielange Gewänder und sind barfüßig. Auf einigen Wandkonsolen steht eine Leier und auf einer Konsole eine Teufelsmaske. Die Flötenspieler und Sänger der beiden äußeren Platten wenden sich einander zu. Auf dem dritten Relief von links kann man undeutlich eine senkrechte Leiste mit Hieroglyphen erkennen.
Literatur: #Brehler 2006, S. 151.

## Technik
Das Kultur- und Kongresszentrum verfügt über eine umfangreiche Technik: Von hydraulisch verstellbaren Saalpodien, einem Tonnetzwerk, über eine Kältezentrale mit 3,3 Megawatt Kälteleistung bis hin zu den flexiblen Bestuhlungsvarianten in allen Sälen.
Die technische Ausstattung der Liederhalle umfasst Dolmetscherkabinen, Großbildprojektoren, Audio- und Videoregie, Satellitenübertragung.